# 耶鲁法学院知名校友
此列表为 耶鲁法学院知名校友。 耶鲁大学知名校友名单，请参见耶鲁大学名人录.
下面所列的学位为法学士 （耶鲁法学院1971年以前主要授予的专业学位) 或法律博士 （1971年以后主要授予的专业学位），除非特殊说明。
耶鲁法学院三年的法律博士 （1971年以前的法学士)项目每年大约招收200人，是顶尖法学院中招生人数最少的学院之一。

## 法律与政府部门

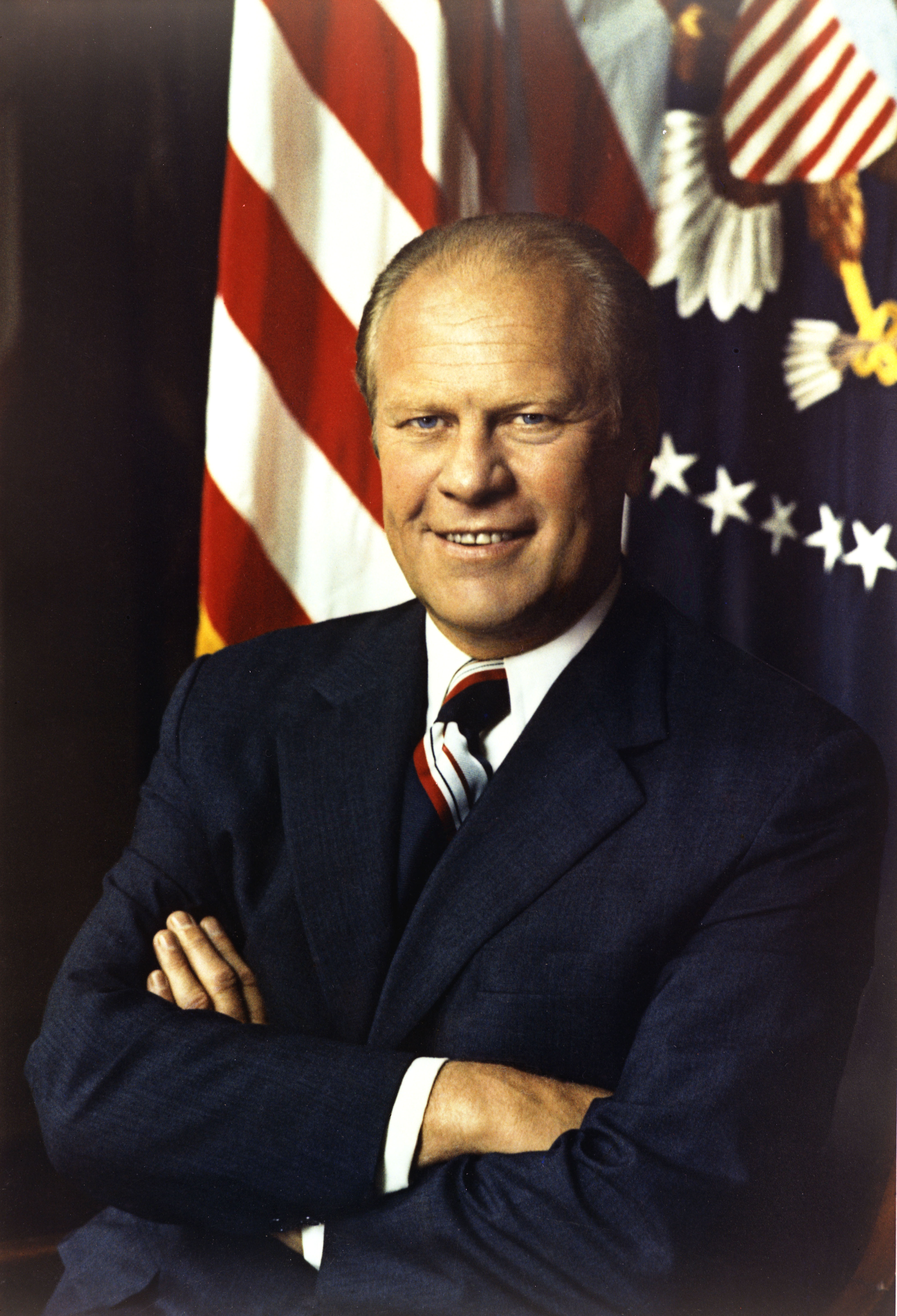
杰拉尔德·福特总统，41届

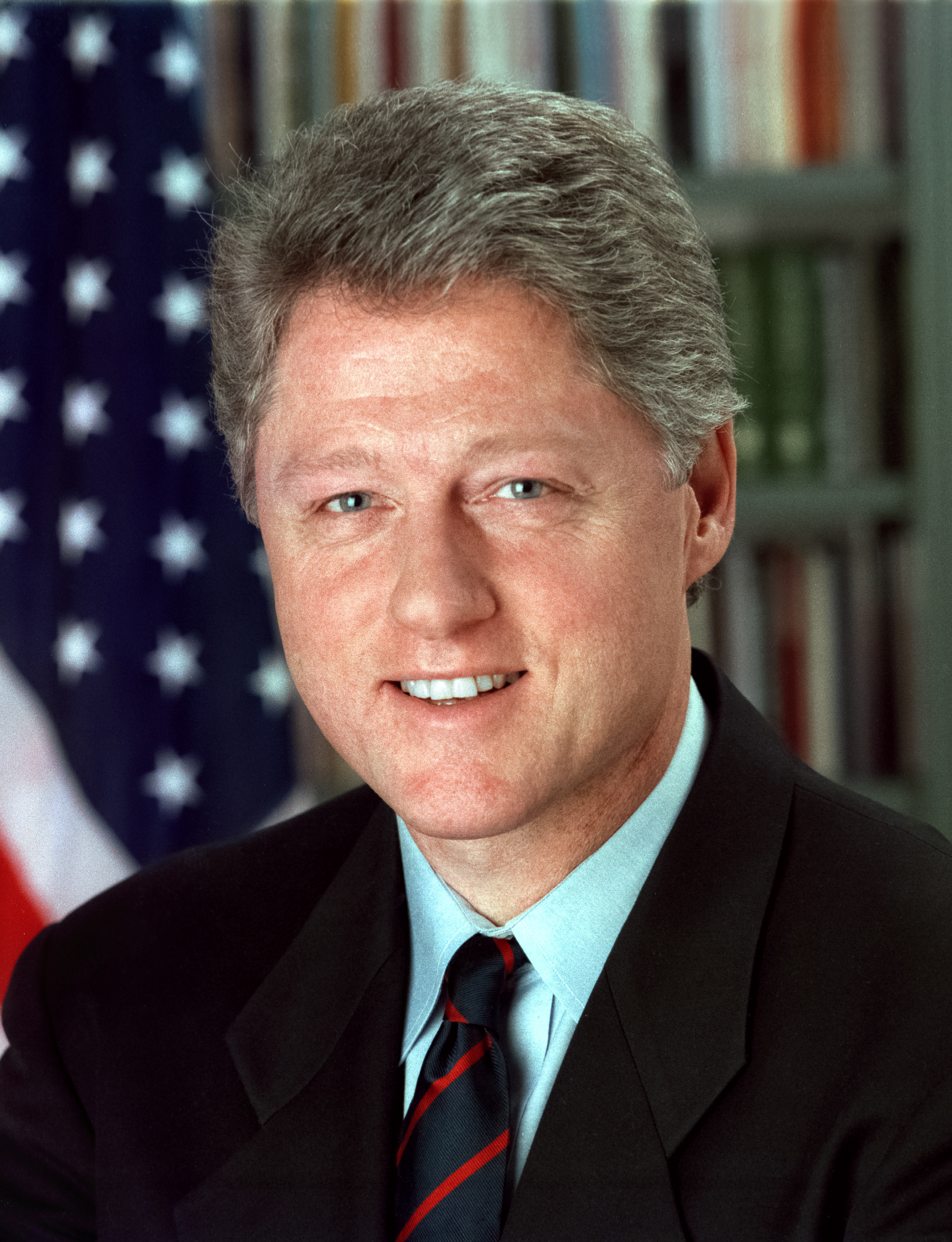
比尔·克林顿总统，73届

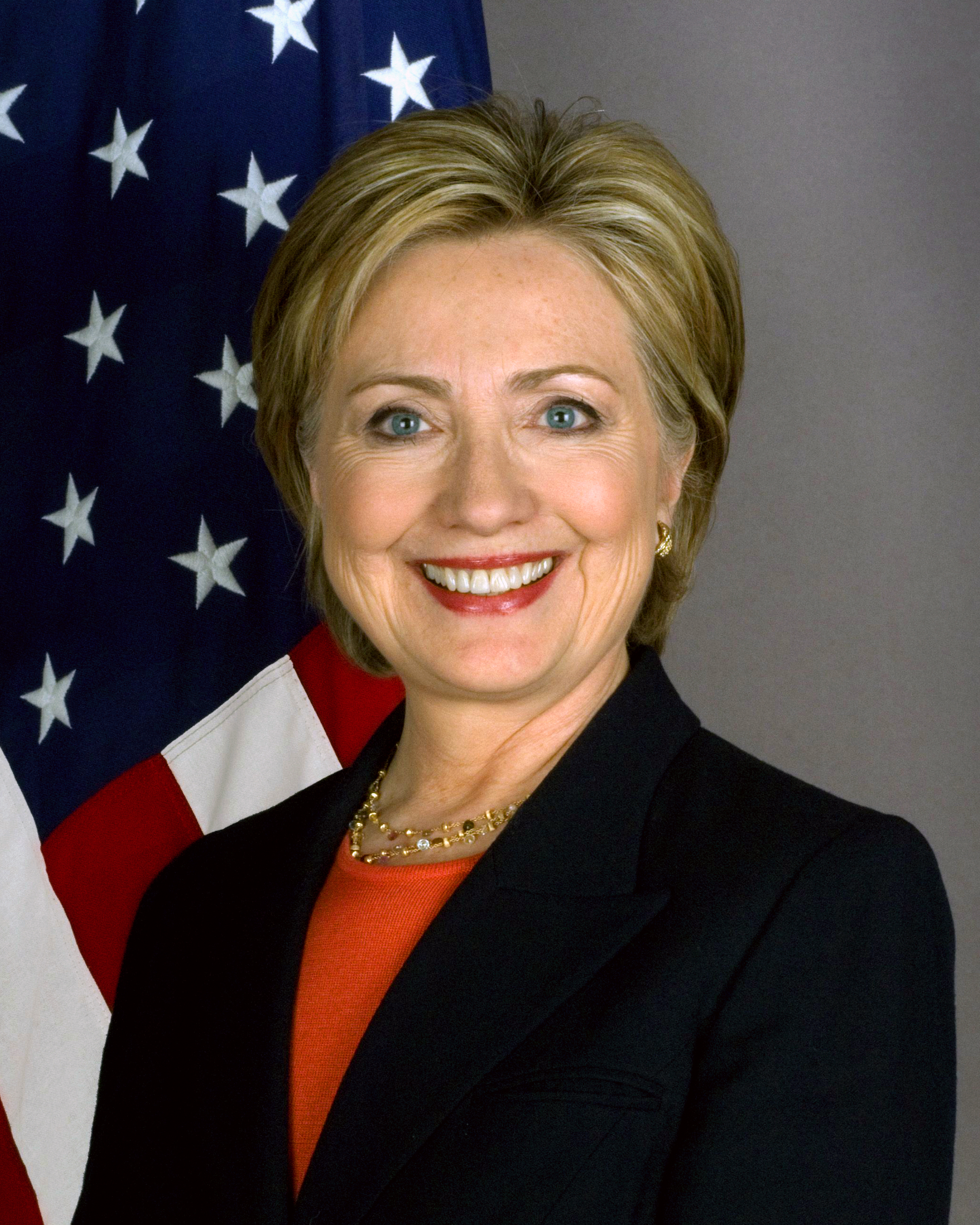
美国国务卿希拉里·罗德姆·克林顿，73届

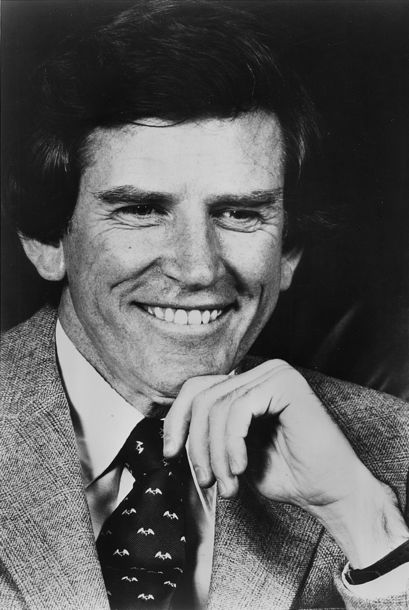
参议员盖里·哈特，64届

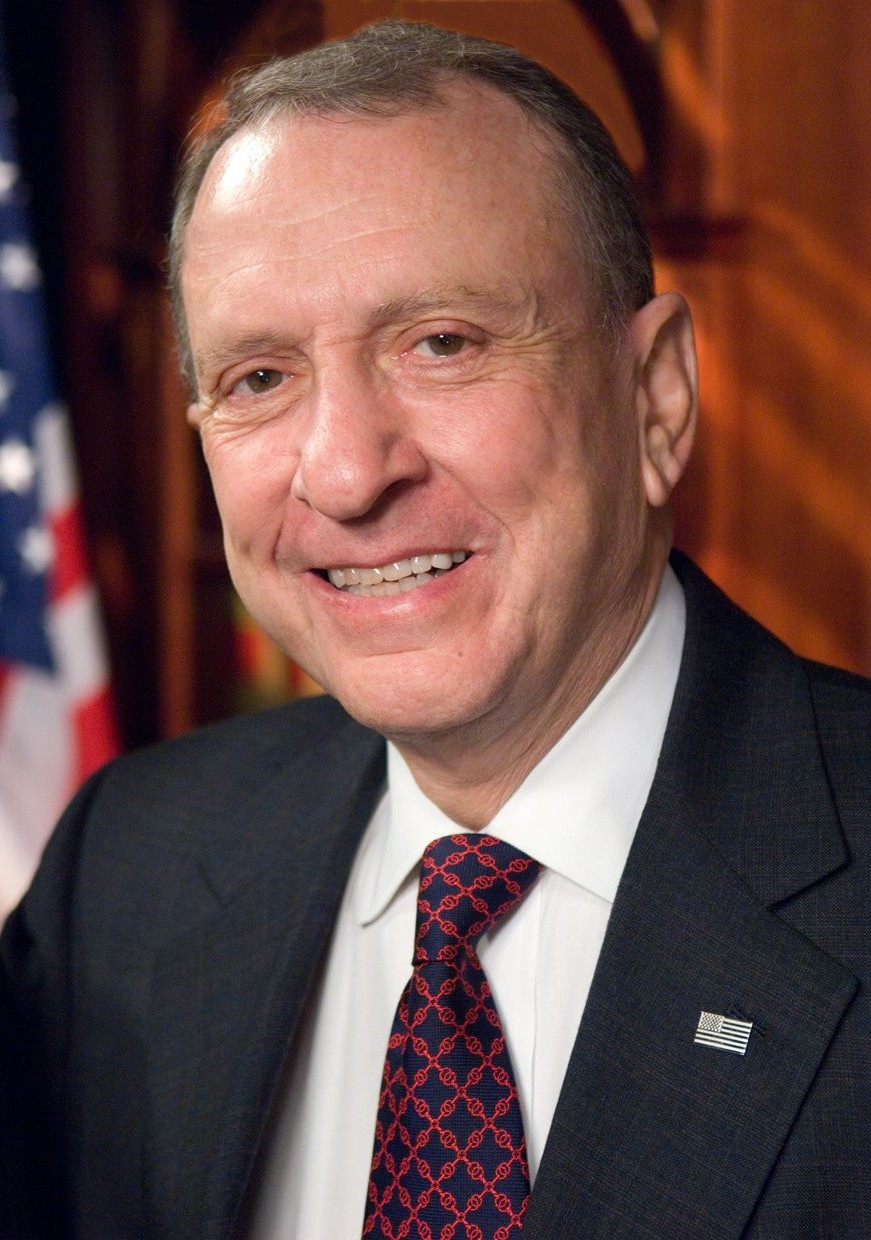
参议员阿伦·斯派克特，56届

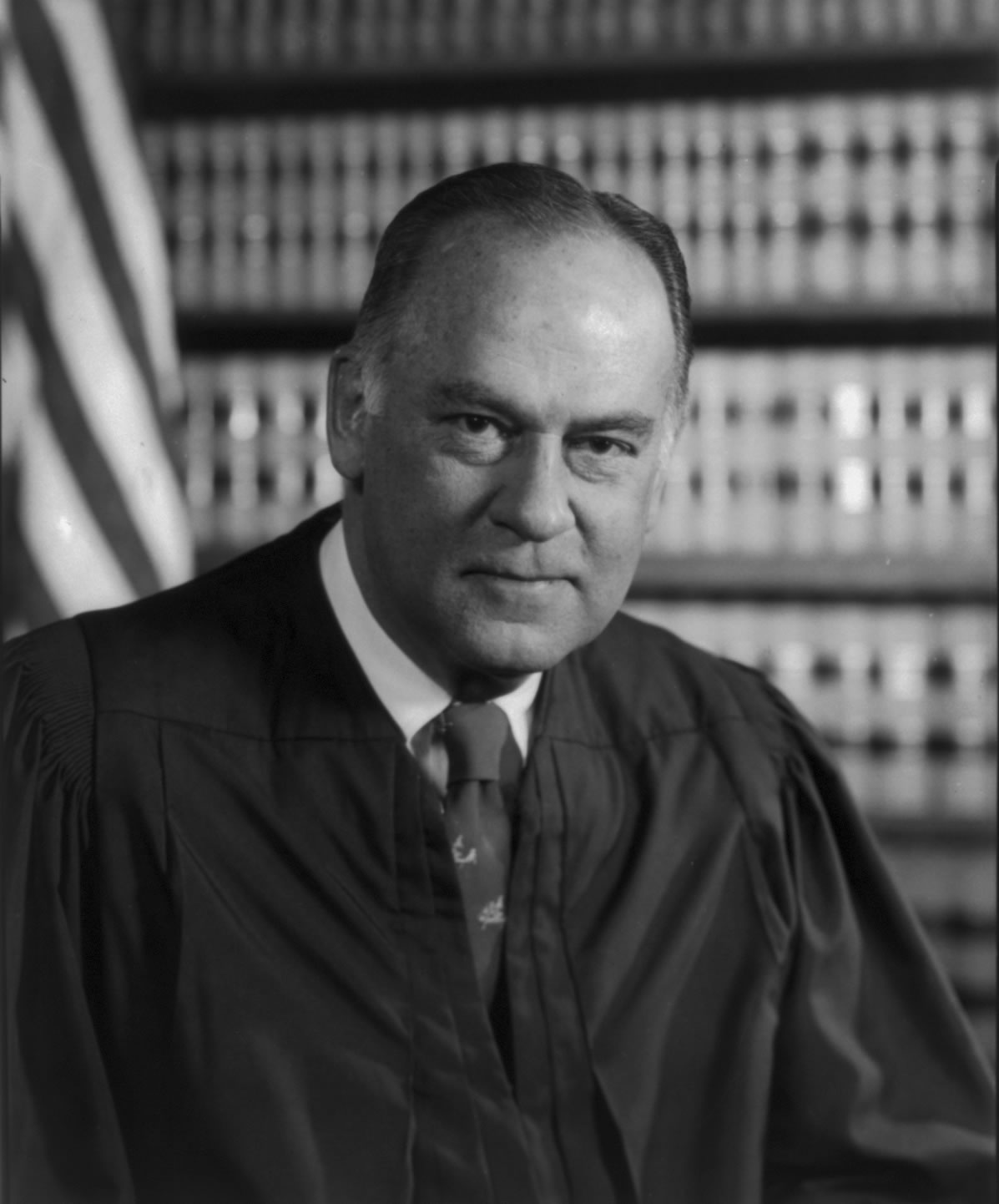
美国最高法院大法官波特·斯图尔特，41届

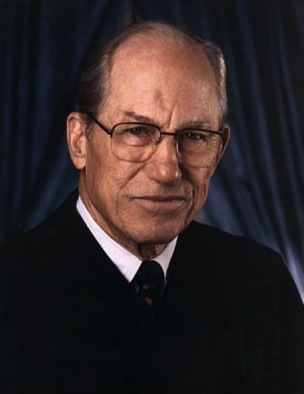
美国最高法院大法官拜伦·怀特，46届

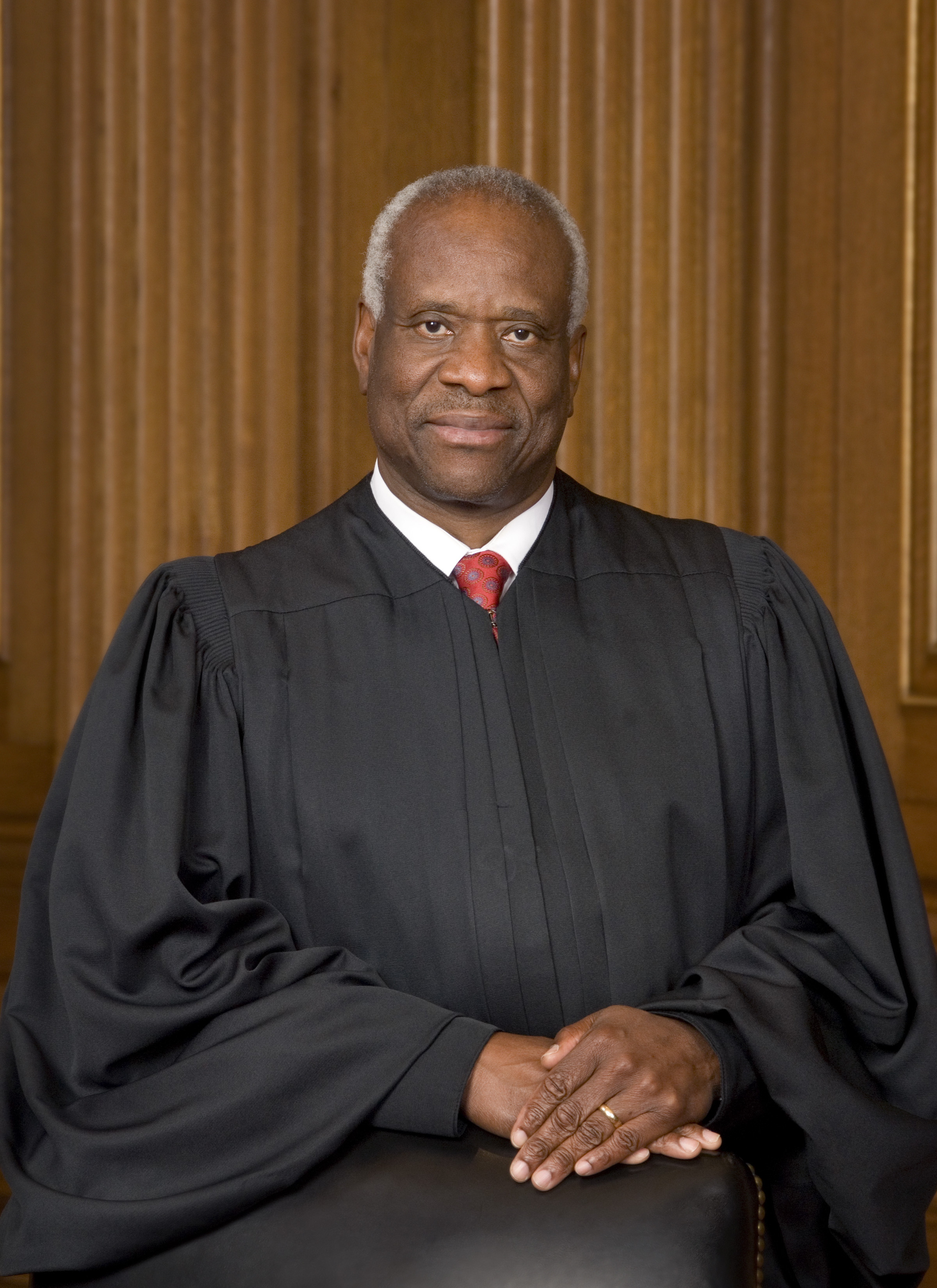
美国最高法院大法官克拉伦斯·托马斯，74届

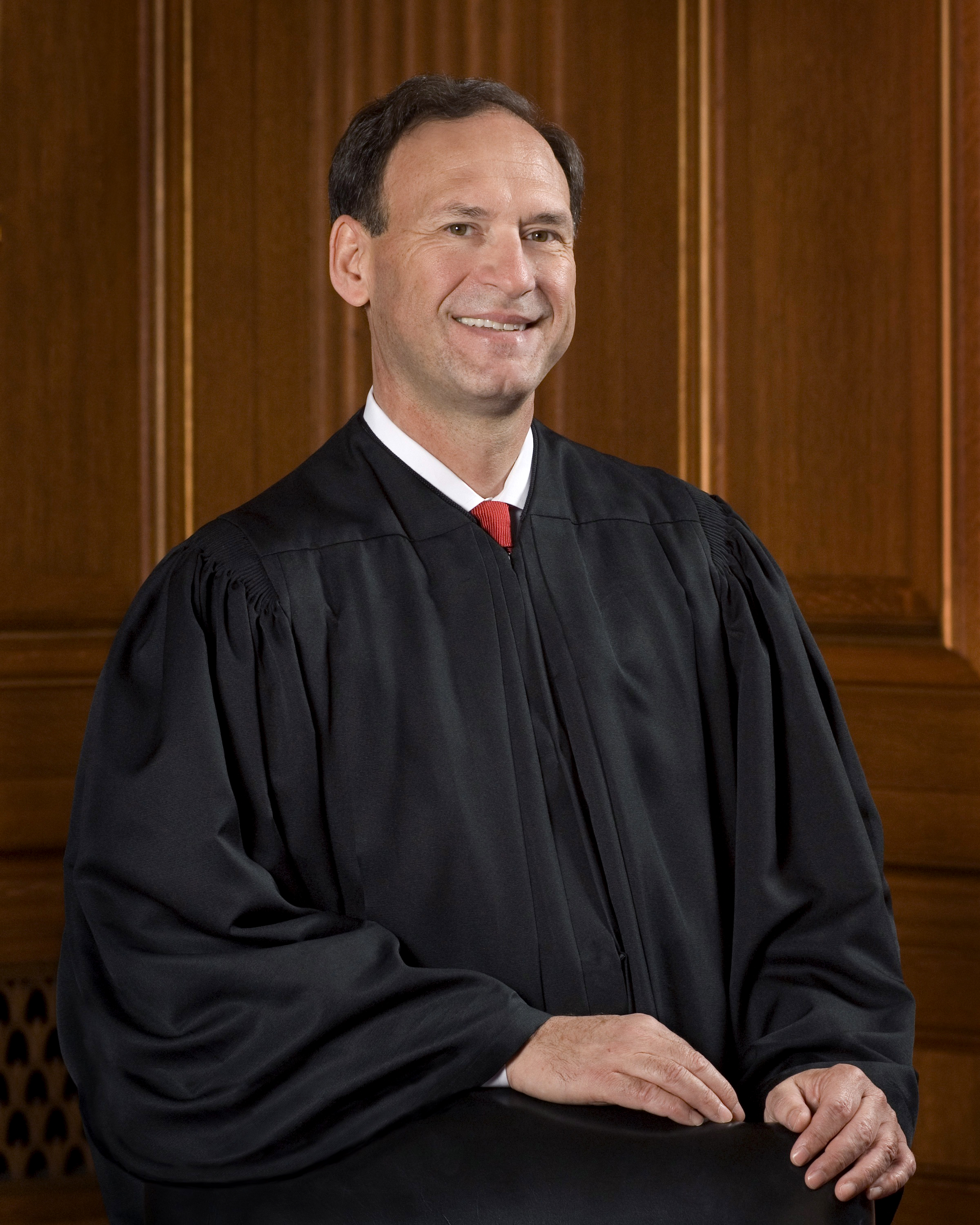
美国最高法院大法官塞缪尔·阿利托，75届

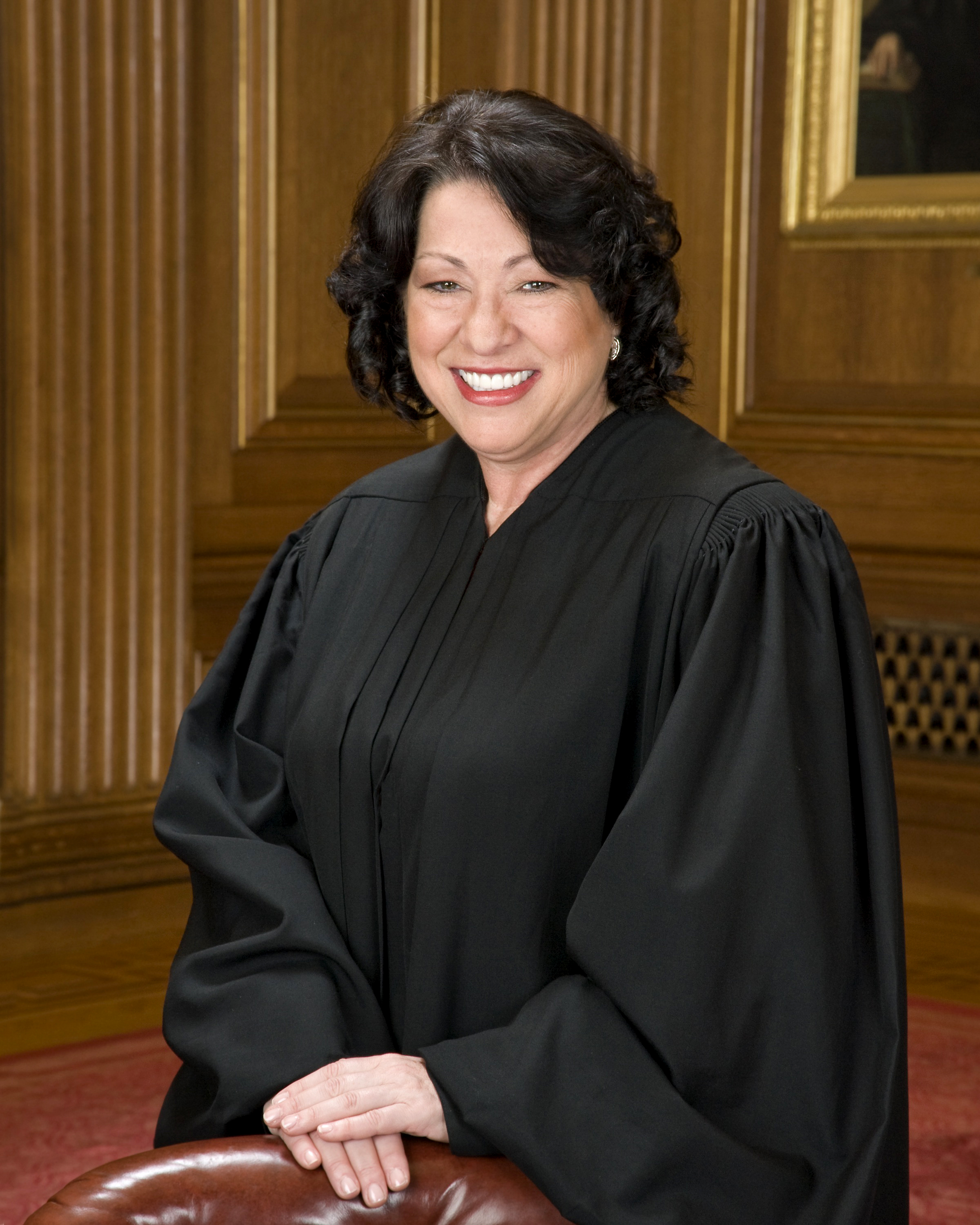
美国最高法院大法官索尼娅·索托马约尔，79届

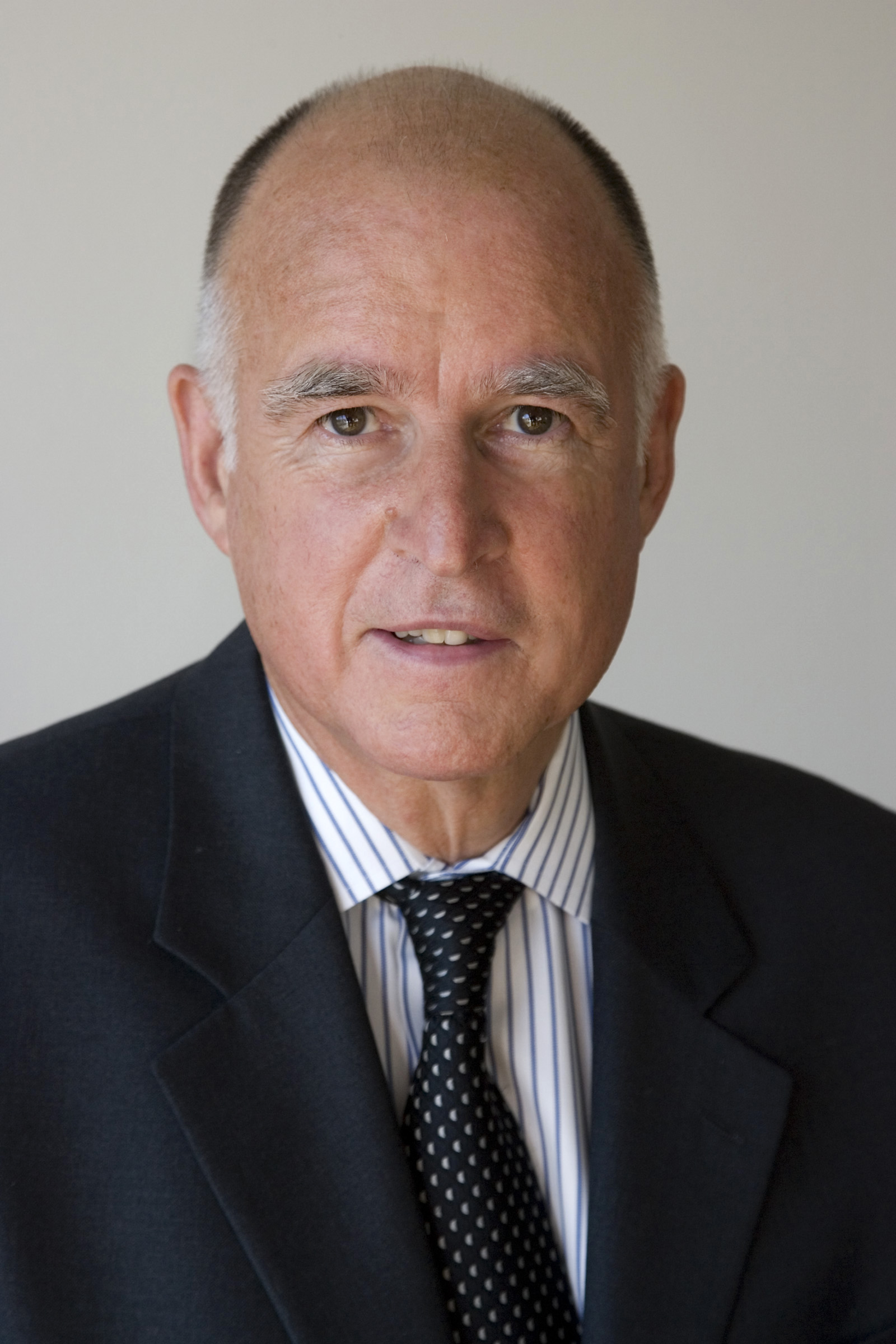
加利福尼亚州州长杰瑞·布朗 '64

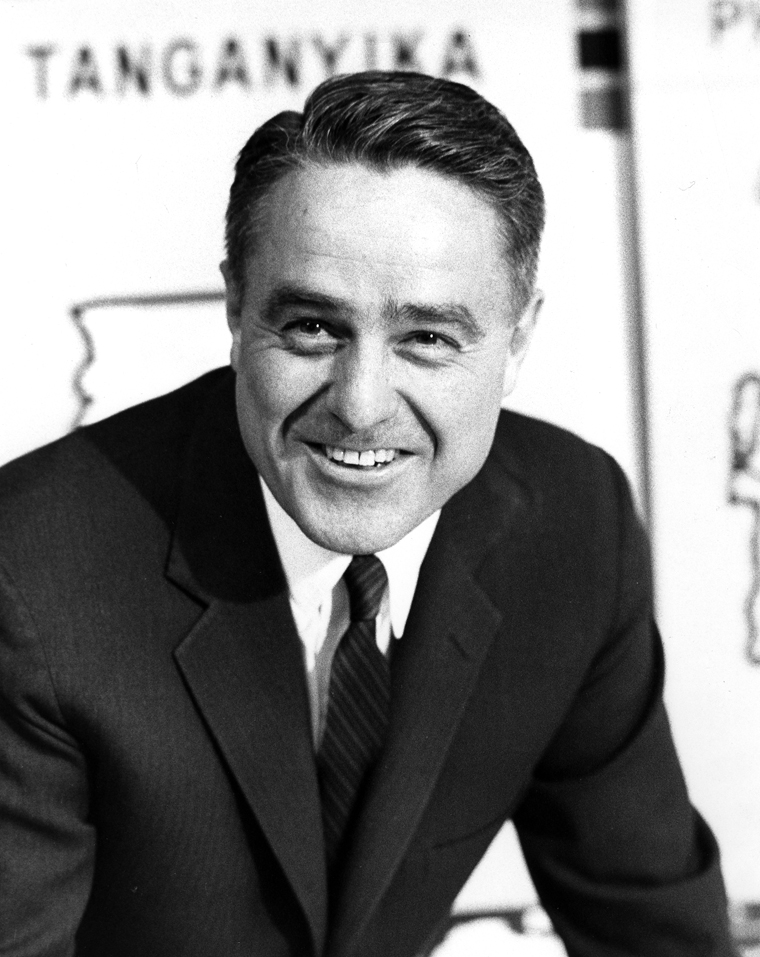
大使萨金特·施赖弗，41届

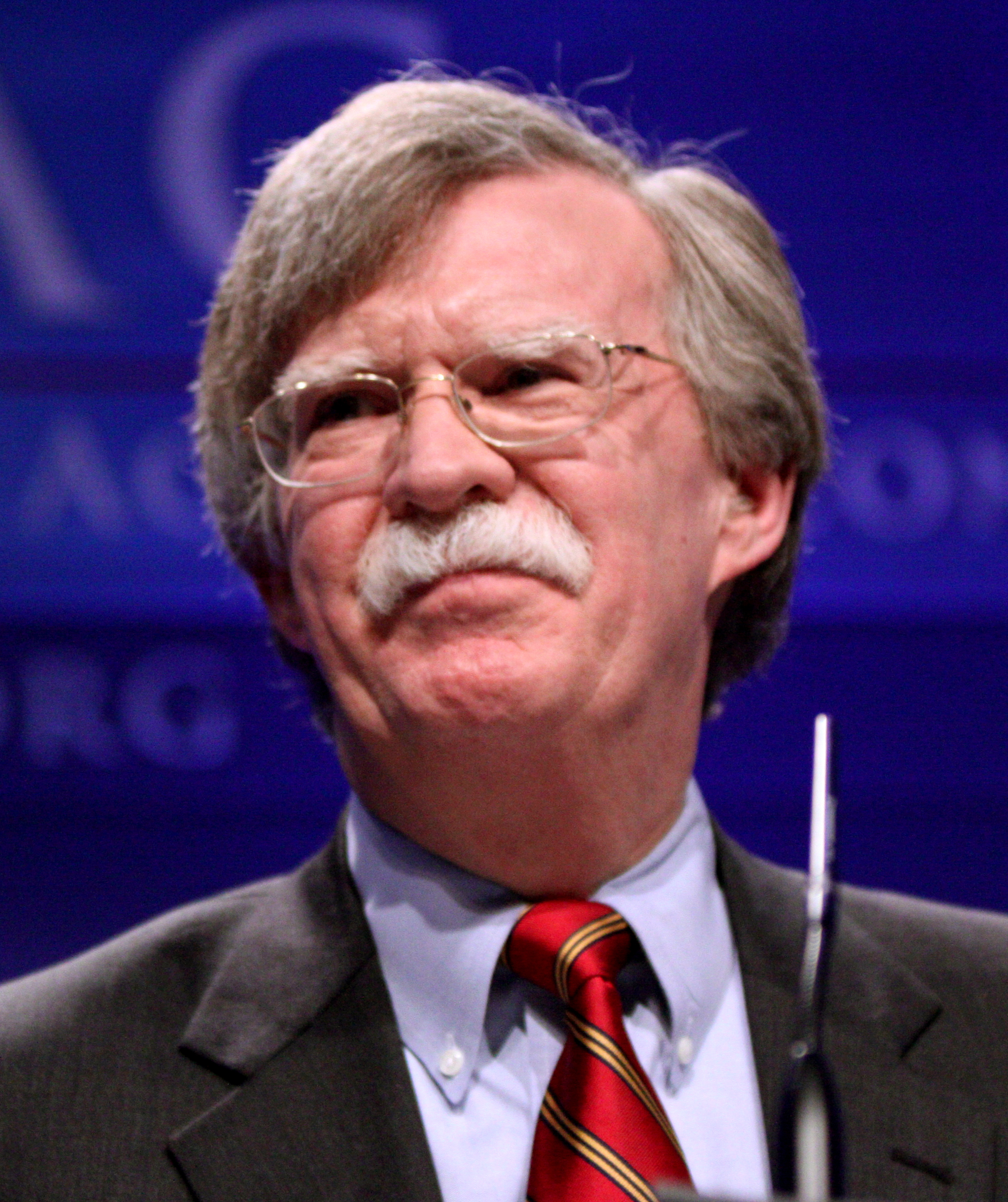
大使约翰·博尔顿，74届

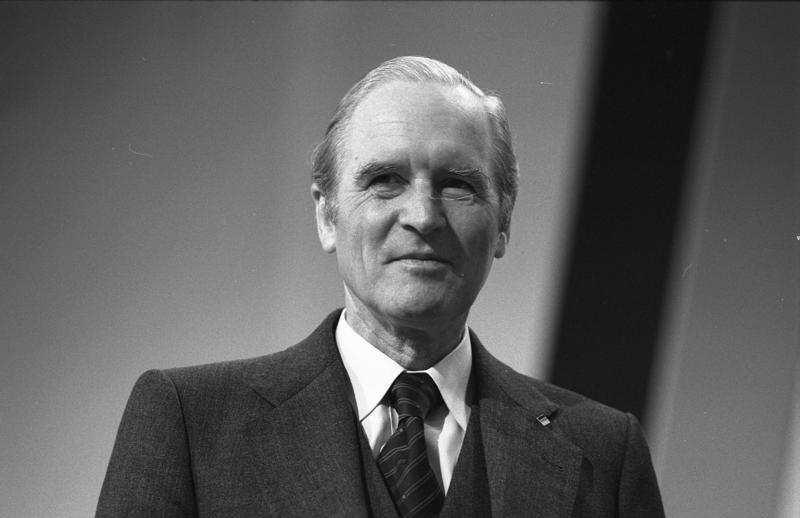
德国联邦总统卡尔·卡斯滕斯，49届

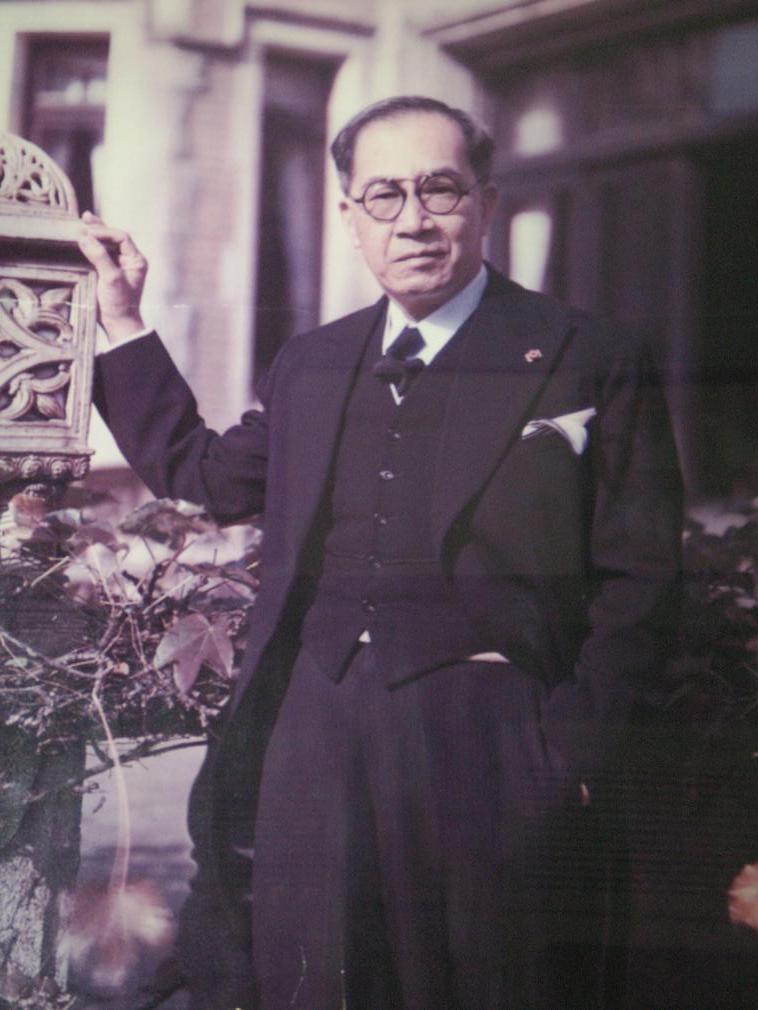
菲律宾共和国总统何塞·帕西亚诺·劳威尔，20届

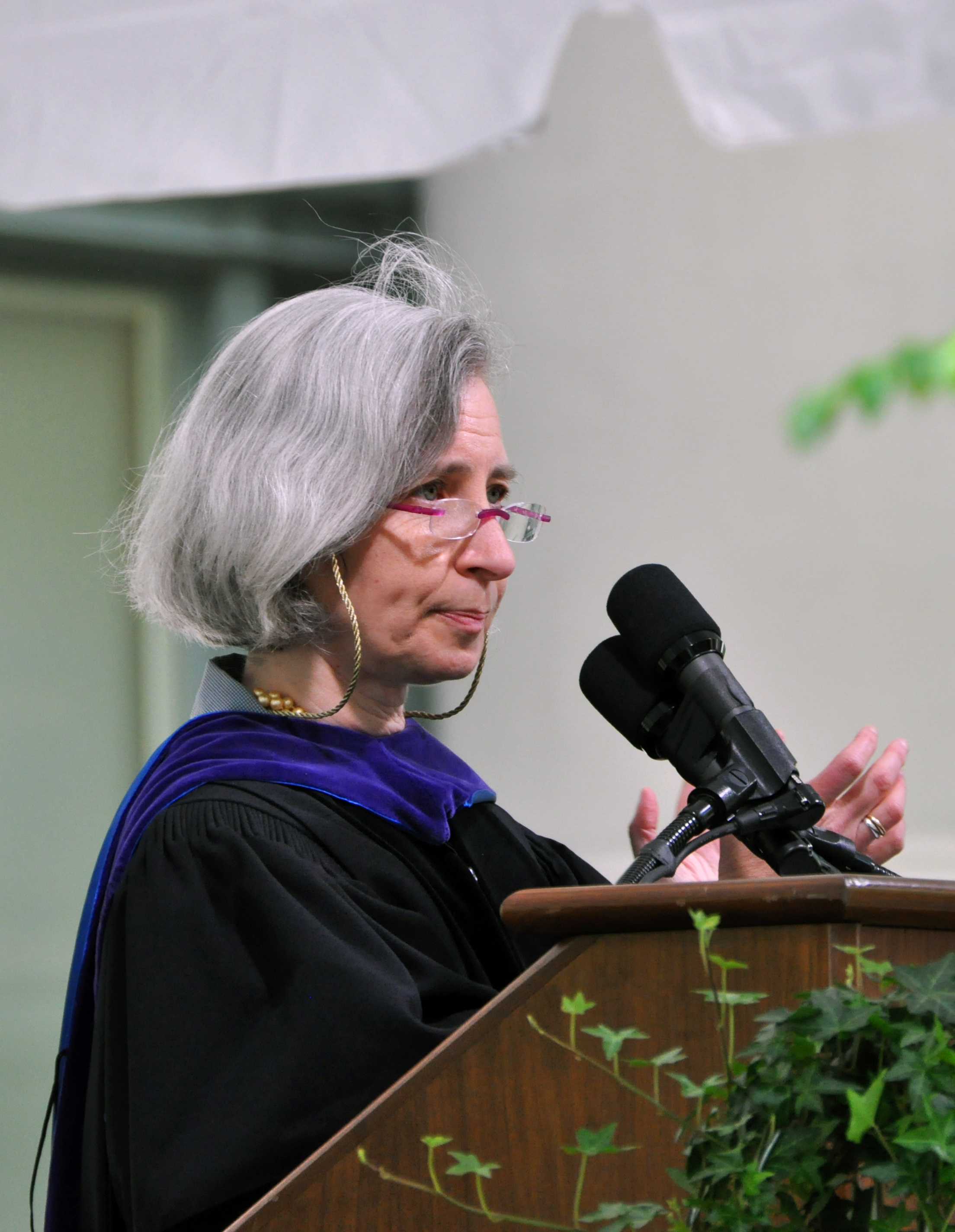
哈佛法学院院长玛莎·米诺，79届

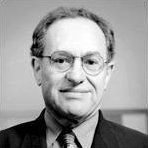
法学学者艾伦·德肖维茨 ，62届

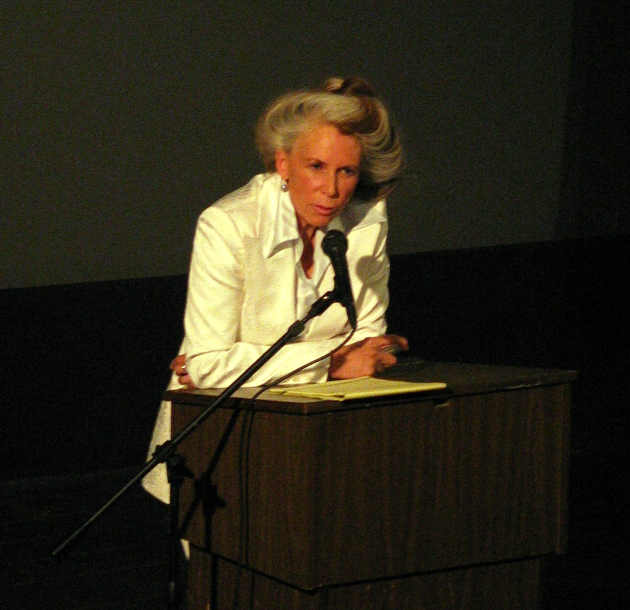
法学学者凱瑟琳·麥金儂，77届

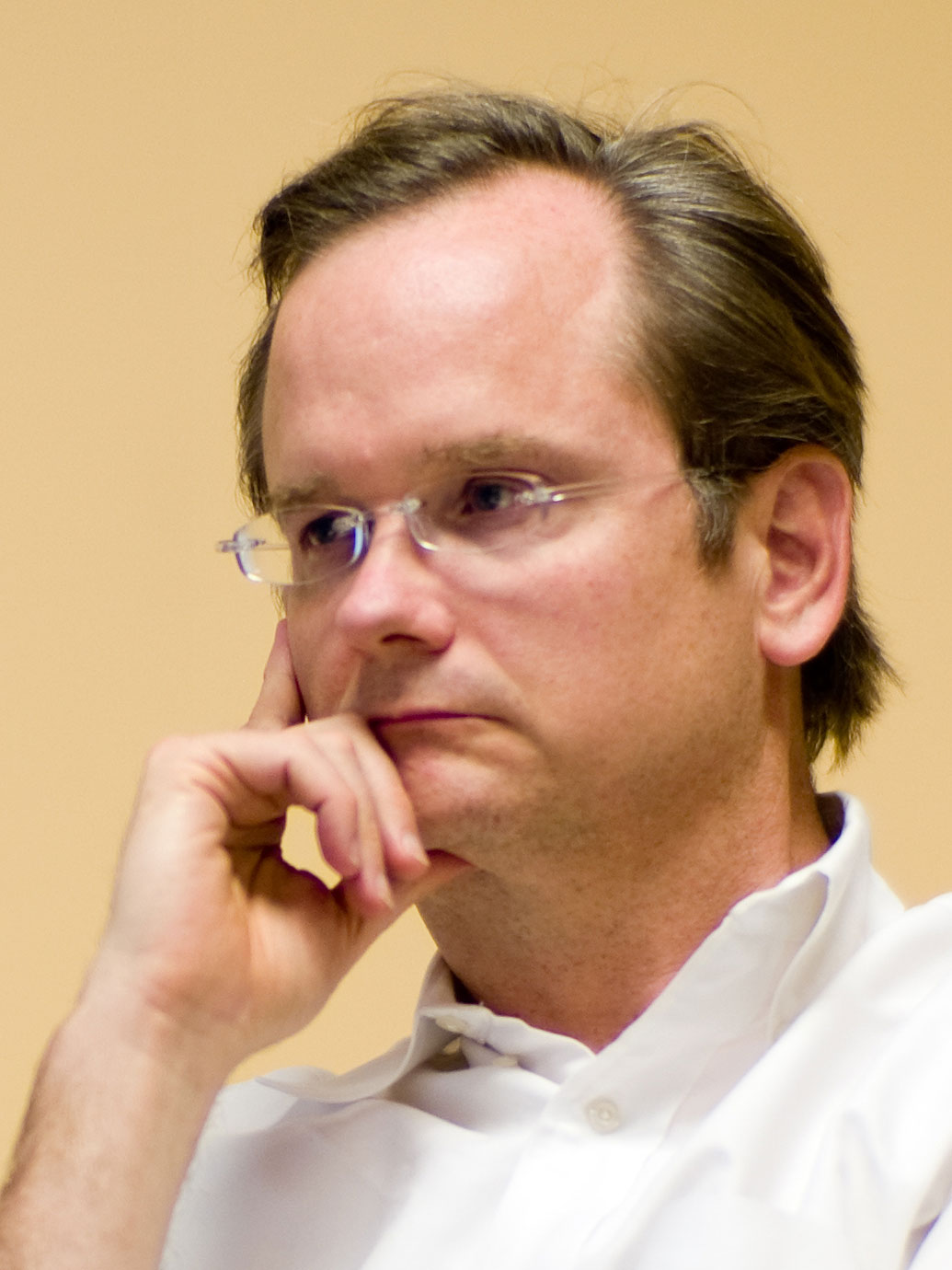
法学学者劳伦斯·莱斯格，89届

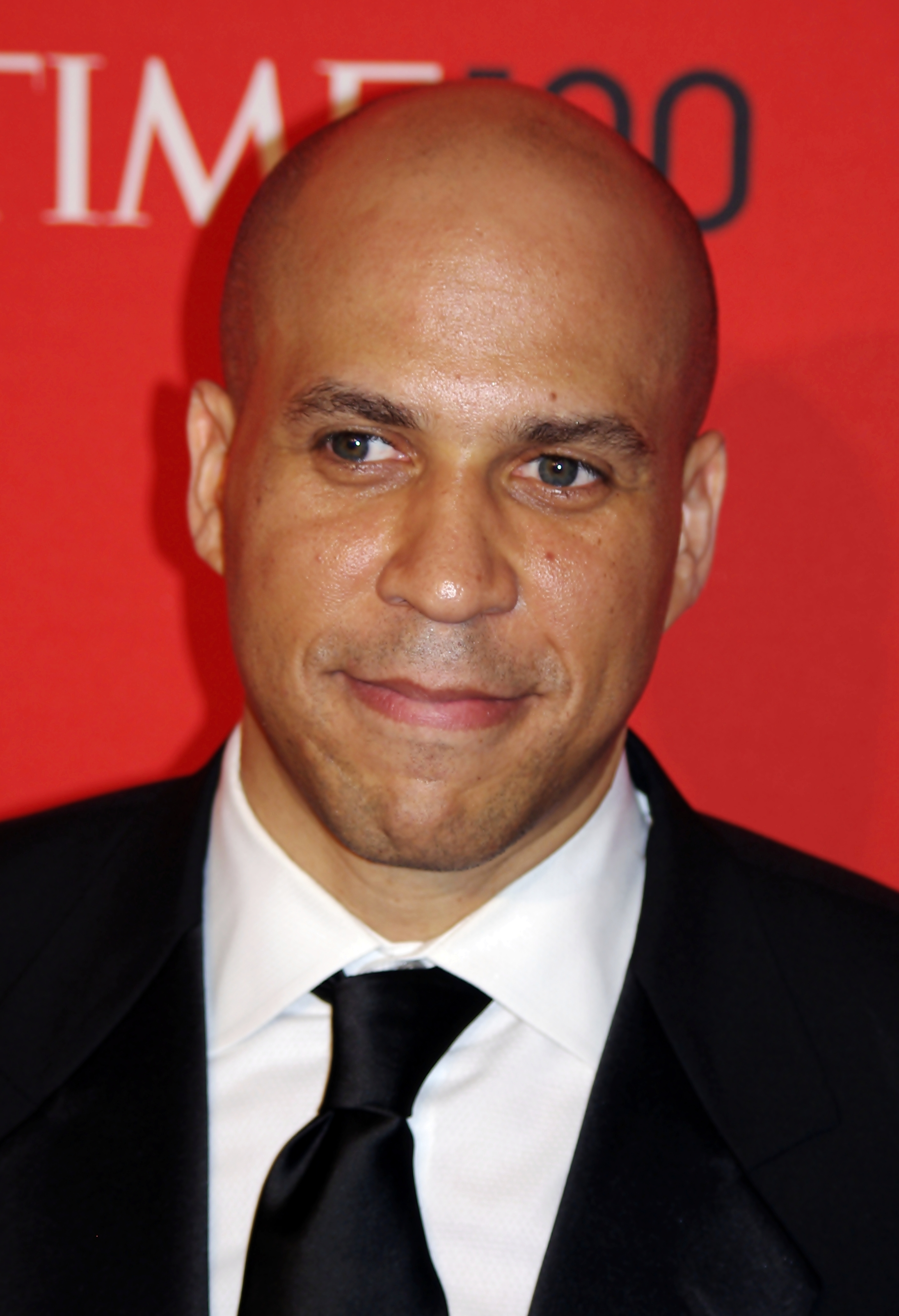
纽瓦克市市长柯瑞·布克，97届

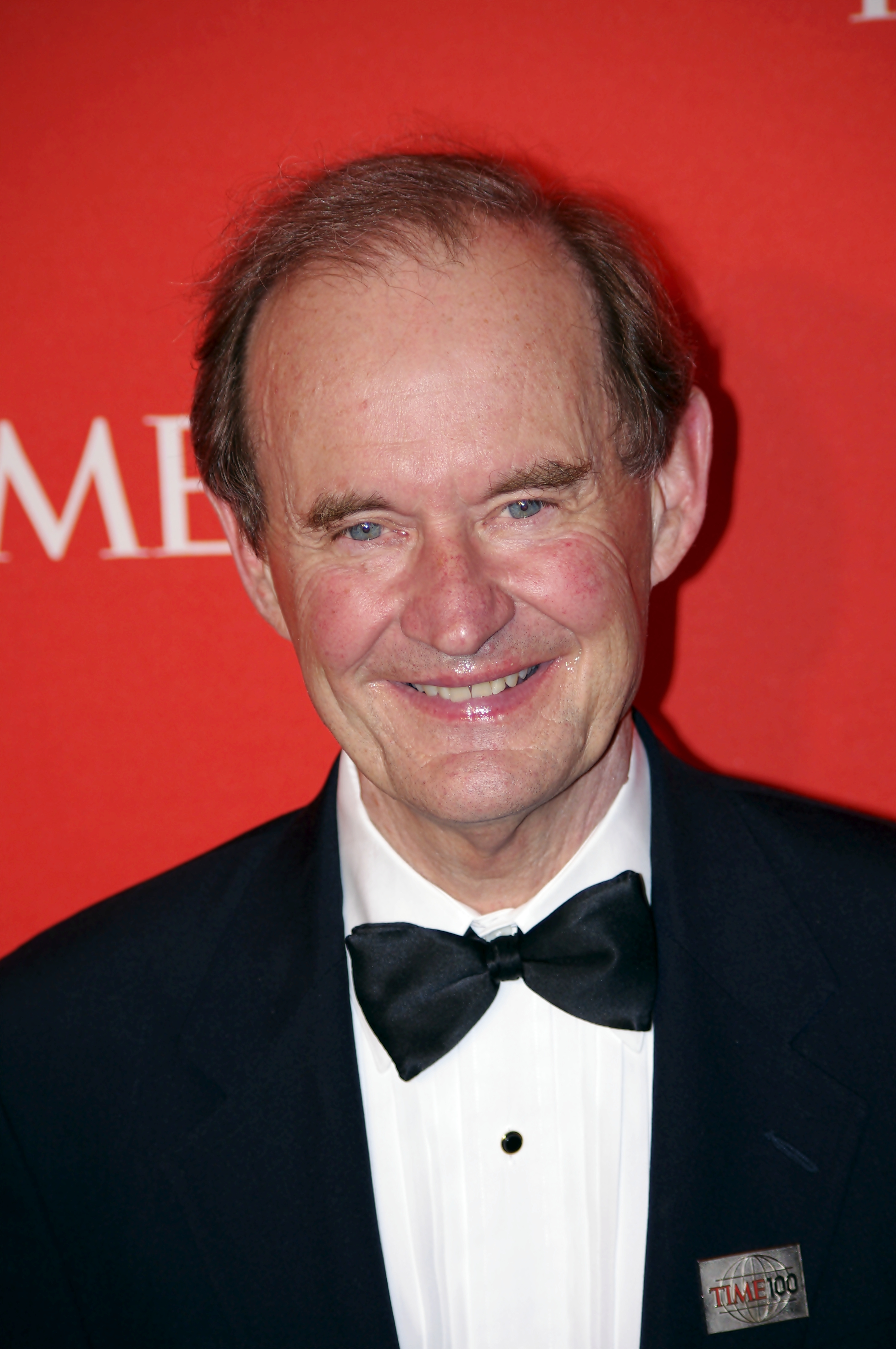
律师大卫·波伊，66届

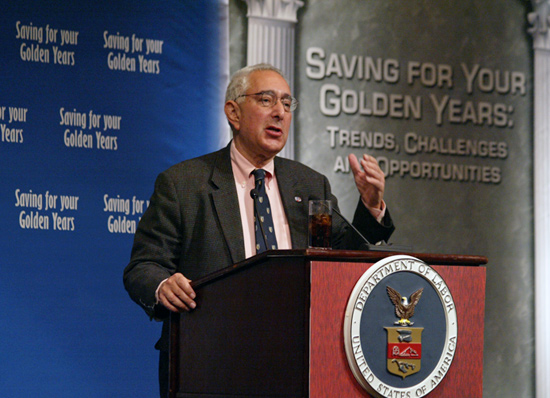
演员本·斯泰因，70届

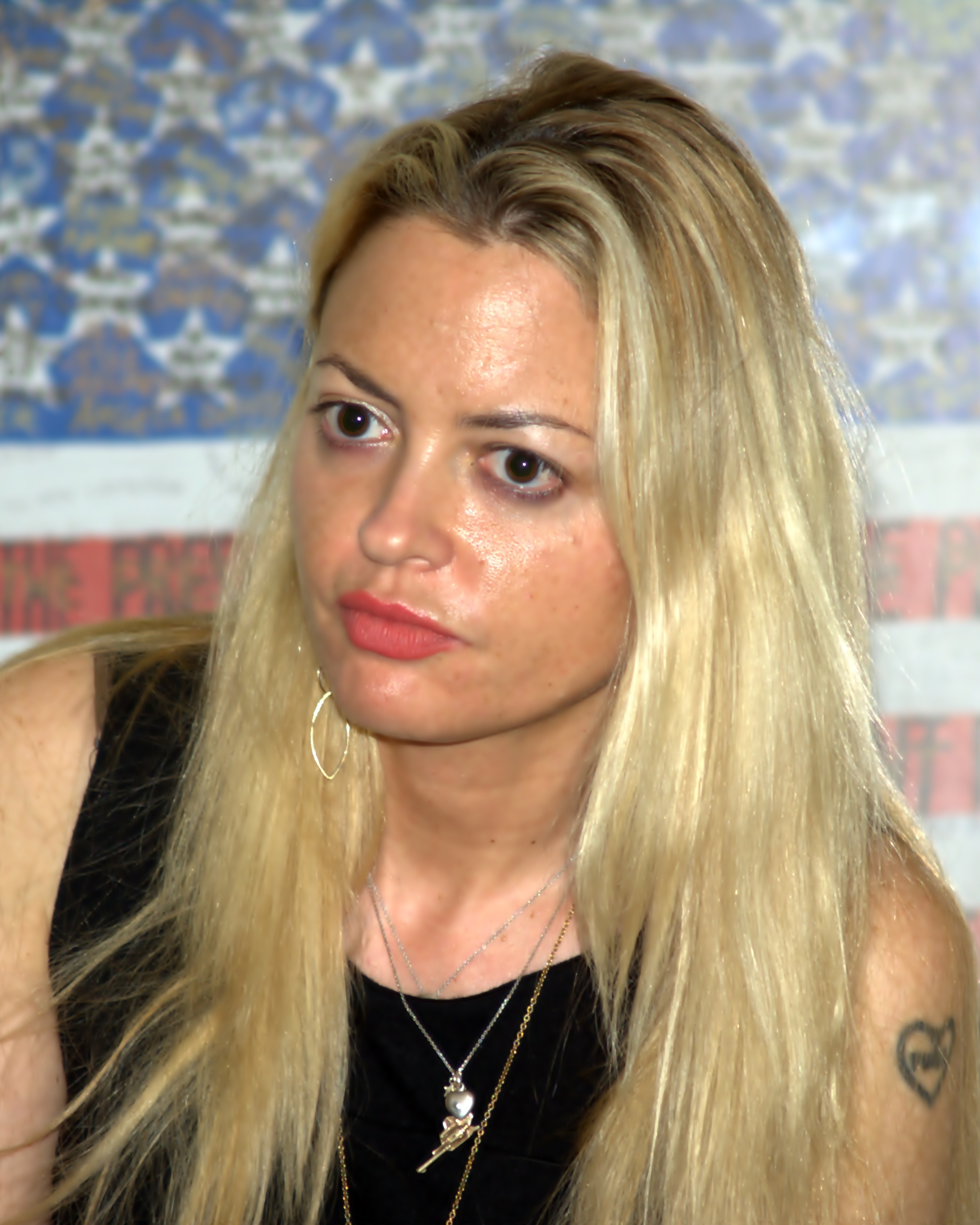
作家伊丽莎白·沃策尔，08届

### 美国政府

#### 行政部门

##### 美国总统列表
- 杰拉尔德·福特 (1941)，第38届美国总统，1974年–1977年在任
- 比尔·克林顿 (1973)，第42届美国总统，1993年–2001年在任

##### 美国司法部长
- 赫伯特·布鲁内尔（英语：Herbert Brownell, Jr.）[2] (1927)，第62届美国司法部长，1953年–1957年在任
- 霍默·S·卡明斯 (1893)，第55届美国司法部长，1933年–1939年在任[3]
- 尼古拉斯·卡岑巴赫 (1947)，第65届美国司法部长，1965年–1966年在任[4]
- 皮特·基斯勒（英语：Peter Keisler） (1985)，代理美国司法部长，2007年[來源請求]
- 爱德华·H·李维（英语：Edward H. Levi） (1938)，第71届美国司法部长，1975年–1977年在任[5]
- 韦恩·麦克维（英语：Wayne MacVeagh） (1856)，第36届美国司法部长，1881[6]
- 迈克尔·穆凯西 (1967)，第81届美国司法部长，2007年–2009年在任[7]
- 阿方索·塔夫特（英语：Alphonso Taft） (1838)，第34届美国司法部长，1876年–1877年在任[8]
- 爱德华·皮尔庞特（英语：Edwards Pierrepont） (1840)，第33届美国司法部长，1875年–1876年在任[來源請求]

##### 美国总检察长
- 德鲁·S·戴斯三世（英语：Drew S. Days, III） (1966)，第40届美国总检察长，1993年–1996年在任
- 华特·E·德林杰三世（英语：Walter E. Dellinger III） (1966)，代理总检察长，1996年–1997年在任
- 尼尔·凯泰尔（英语：Neal Katyal） (1995) ，代理总检察长，2010年–2011年在任
- 汤玛斯·D·撒切尔（英语：Thomas D. Thacher）（未毕业），第21届美国总检察长，1930年–1933年在任
- 赛斯·P·韦克斯曼（英语：Seth P. Waxman） (1977) ，第41届美国总检察长，1997年–2001年在任

##### 其余美国内阁成员
- 小克利福德·亚历山大（英语：Clifford Alexander, Jr.） (1958)，第13届美国陆军部长，1977年–1981年在任
- 约翰·博尔顿 (1974)，第25届美国常驻联合国代表，2005年–2006年在任
- 约翰·布赖森 (1969)第37届美国商务部长（英语：Secretary of Commerce），2011年–2012年在任
- 希拉里·罗德姆·克林顿 (1973)，第67届美国国务卿，2009年–2013年在任
- 克莱格·克瑞格（英语：Greg Craig） (1972)，第33届白宫顾问（英语：White House Counsel），2009年–2010年在任
- 劳埃德·卡特勒（英语：Lloyd Cutler） (1939) ，第25届白宫顾问（英语：White House Counsel），1994年在任
- 约翰·丹佛斯（英语：John Danforth） (1963)，第24届美国常驻联合国代表，2004年–2005年在任
- 理查德·丹泽（英语：Richard Danzig） (1971)，第71届美国海军部长，1998年–2001年在任
- 亨利·H·福勒 (1932)，第58届美国财政部长，1965年–1968年在任
- 戈登·格雷 (1933)，第二届美国陆军部长，1949年–1950年在任
- 卡拉·安德森·希尔斯（英语：Carla Anderson Hills） (1958)，第5届美国住房和城市发展部部长，1975年–1977年在任
- 维克多·H·梅特卡夫（英语：Victor H. Metcalf） (1876)，第2届美国商务和劳动部部长（英语：United States Department of Commerce and Labor），1904年–1906年在任；第38届美国海军部长，1906年–1908年在任
- 罗伯特·莱克 (1973)，第22届美国劳工部长，1993年–1997年在任
- 史丹利·罗杰斯·里索（英语：Stanley Rogers Resor） (1942)，第9届美国陆军部长，1965年–1971年在任
- 罗伯特·鲁宾 (1964)，第70届美国财政部长，1995年–1999年在任
- 基恩·斯珀林（英语：Gene Sperling） (1985)，美国国家经济委员会会长（英语：United States National Economic Council），1996年–2000年在任，2011年–至今在任
- 阿隆索·塔夫特 (1838)，第31届 美国战争部长，1876年在任
- 赛勒斯·万斯 (1942)，第57届美国国务卿，1977年–1980年在任
- 尤金·M·朱克特（英语：Eugene M. Zuckert） (1936)，第7届美國空軍部長，1961年–1965年在任

#### 立法机构（美国国会）

##### 参议员
- 雷蒙德·E·鲍德温（英语：Raymond E. Baldwin） (1921)，美国参议员（共和党-康涅狄格州），1946年–1949年[9]
- 小汤玛斯·F·贝阿德（英语：Thomas F. Bayard, Jr.） (1893)，美国参议员（民主党-特拉华州)，1922年–1929年[10]
- 麦克·班尼 (1993)，美国参议员（民主党-科罗拉多州），2009年–至今[11]
- 理查德·布卢门撒尔 (1973)，美国参议员（民主党--康涅狄格州）， 2011年–至今[12]
- 詹姆斯·L·巴克利（英语：James L. Buckley） (1950)，美国参议员（共和党-纽约州)，1971年–1977年[13]
- 希拉里·罗德姆·克林顿 (1973)，美国参议员（民主党-纽约州)，2001年–2009年[14]
- 克里斯·库恩斯 (1992)，美国参议员（民主党-特拉华州），2010年–至今[15]
- 约翰·A·丹纳赫（英语：John A. Danaher） (1922) ，美国参议员（共和党-康涅狄格州），1939年–1945年[來源請求]
- 约翰·丹佛斯（英语：John Danforth） (1961) ，美国参议员（共和党-密苏里州），1976年–1995年[16]
- 大卫·戴维斯 (1835) ，美国参议员（共和党- 伊利诺伊州）， 1877年–1883年[來源請求]
- 皮特·H·多米尼克（英语：Peter H. Dominick） (1940) ，美国参议员（共和党-科罗拉多州 ），1963年–1975年[17]
- 汤玛斯·J·陶德（英语：Thomas J. Dodd） (1933)，美国参议员（民主党-康涅狄格州）, 1959年–1971年[18]
- 查尔斯·古德尔（英语：Charles Goodell） (1951)，美国参议员（共和党-纽约州 ），1968年–1971年[19]
- 嘉里·哈特（英语：Gary Hart） (1964)，美国参议员（民主党-科罗拉多州），1975年–1987年[20]
- 乔·利伯曼 (1967)，美国参议员（民主党/独立人士-康涅狄格州）, 1989年–2012年[21]
- 奥古斯汀·朗尼根（英语：Augustine Lonergan），美国参议员（民主党-康涅狄格州）, 1933年–1939年[22]
- 埃斯蒂斯·凯弗维尔，美国参议员（民主党-田纳西州），1949年–1963年[來源請求]
- 阿尔弗雷德·B·基特里奇（英语：Alfred B. Kittredge），美国参议员（共和党-南达科他州 ），1901年–1909年[23]
- 布赖恩·麦克马洪 (1927)，美国参议员（民主党-康涅狄格州）, 1945年–1952年[來源請求]
- 特拉斯腾·波尔克（英语：Trusten Polk） (1831)，美国参议员（民主党-密苏里州 ），1857年–1862年[24]
- 朱利叶斯·罗克韦尔（英语：Julius Rockwell） (1826)，美国参议员（民主党-马萨诸塞州 ），1854年–1855年[25]
- 阿伦·斯派克特（英语：Arlen Specter） (1956)，美国参议员（民主党-宾夕法尼亚州 ），1981年–2011年[26]
- 保罗·聪格斯（英语：Paul Tsongas） (1967)，美国参议员（民主党-马萨诸塞州 ），1979年–1985年[27]
- 哈里森·沃福德（英语：Harris Wofford） (1954)，美国参议员（民主党-宾夕法尼亚州 ），1991年–1995年[28]
- 科里·布克 (1997)，美国参议员（民主党-新泽西州），2013年–至今，纽瓦克第36届市长，2006年–2013年

##### 众议员
- 刘易斯·比奇（英语：Lewis Beach） (1856)，美国众议员(民主党-纽约州)，1881年–1886年[29]
- 卡罗尔·L·比蒂（英语：Carroll L. Beedy） (1906)，美国众议员(共和党-缅因州)，1921年–1935年[30]
- 杰克逊·爱德华·贝茨（英语：Jackson Edward Betts） (1929)，美国众议员(共和党-俄亥俄州)，1951年–1973年[31]
- 乔纳森·布鲁斯特·宾汉（英语：Jonathan Brewster Bingham） (1939)，美国众议员(民主党-纽约州)，1965年–1983年[32]
- 克莱·斯通·布里格斯（英语：Clay Stone Briggs） (1899)，美国众议员(民主党-得克萨斯州)，1919年–1933年[33]
- 波普·考德威尔（英语：C. Pope Caldwell） (1899)，美国众议员(民主党-纽约州)，1915年–1921年[34]
- 查尔斯·T·卡纳迪（英语：Charles T. Canady） (1979)，美国众议员(共和党-佛罗里达州)，1993–2001年[35]
- 詹姆斯·科尔盖特·克利夫兰（英语：James Colgate Cleveland） (1948)，美国众议员(共和党-新罕布什尔州)，1963年–1981年[36]
- 山姆·科普史密斯（英语：Sam Coppersmith） (1982)，美国众议员(民主党-亚利桑那州，1993年–1995年[37]
- 阿尔伯特·W·柯莱特拉（英语：Albert W. Cretella） (1921)，美国众议员(共和党-康涅狄格州，1953年–1959年[38]
- 皮特·多伊奇（英语：Peter Deutsch） (1982)，美国众议员(民主党-佛罗里达州)，1993–2005年[39]
- 阿伦·厄特尔（英语：Allen E. Ertel） (1965)，美国众议员(民主党-宾夕法尼亚州)，1977年–1983年[40]
- 伊丽莎白·埃斯蒂（英语：Elizabeth Esty） (1985)，美国众议员(民主党-康涅狄格州), 2013年–至今[41]
- 理查德·弗里曼（英语：Richard P. Freeman） (1894)，美国众议员(共和党-康涅狄格州)，1915年–1933年[42]
- 小皮特·弗里林海森（英语：Peter Frelinghuysen, Jr.） (1941)，美国众议员(共和党-新泽西州)，1953年–1975年[43]
- 福斯特·弗克洛 (1936)，美国众议员(民主党-马萨诸塞州)，1949年–1952年[44]
- 爱德华·W·希金斯（英语：Edwin W. Higgins） (1897)，美国众议员(共和党-康涅狄格州)，1905年–1913年[45]
- 皮特·霍格兰（英语：Peter Hoagland） (1968)，美国众议员(民主党-内布拉斯加州)，1989年–1995年[46]
- 科林·M·英格索尔（英语：Colin M. Ingersoll），美国众议员(民主党-康涅狄格州)，1851年–1855年[47]
- 唐纳德·J·埃尔文（英语：Donald J. Irwin） (1954)，美国众议员(民主党-康涅狄格州)，1959年–1961年[48]
- 史蒂文·赖特·克鲁格（英语：Stephen Wright Kellogg） (1848)，美国众议员(共和党-康涅狄格州)，1869年–1875年[49]
- 富兰克林·F·科瑞尔（英语：Franklin F. Korell） (未毕业)，美国众议员(共和党-俄勒冈州)，1927年–1931年[50]
- 威廉·莱姆克（英语：William Lemke），美国众议员(共和党-北达科他州)，1932年–1936[來源請求]
- 约翰·林赛（英语：John Lindsay） (1948)，美国众议员(共和党-纽约州)，1959年–1965年[51]
- 杜来特·卢米斯（英语：Dwight Loomis） (1847)，美国众议员(共和党-康涅狄格州)，1959年–1963年[52]
- 阿拉德·K·洛温斯坦（英语：Allard K. Lowenstein） (1954)，美国众议员(民主党-纽约州)，1969年–1971年[53]
- 约翰·米勒 (1964)，美国众议员(共和党-华盛顿州)，1985年–1993年[54]
- 布鲁斯·莫里森（英语：Bruce Morrison） (1973)，美国众议员(民主党-康涅狄格州)，1983年–1991年[55]
- 埃莉诺·福尔摩斯·诺顿 (1964), 国会代表 (民主党-华盛顿哥伦比亚特区)，1991年–至今[56]
- 迈纳·G·诺顿（英语：Miner G. Norton） (1880)，美国众议员(民主党-俄亥俄州)，1921年–1923年[57]
- 乔治·M·奥布赖恩（英语：George M. O'Brien） (1947)，美国众议员(共和党-伊利诺伊州)，1973年–1986年[58]
- 汤姆·佩列洛 (2001)，美国众议员(民主党-弗吉尼亚), 2009–2011年[59]
- 亚伦·F·佩里（英语：Aaron F. Perry），美国众议员(共和党-俄亥俄州)，1871年–1872年[60]
- 威廉·斯克兰顿（英语：William Scranton），美国众议员(民主党-宾夕法尼亚州)，1961年–1963年[61]
- 大卫·斯卡格斯（英语：David Skaggs） (1967)，美国众议员(民主党-科罗拉多州)，1987年–1999年[62]
- J·约瑟夫·史密斯（英语：J. Joseph Smith） (1927)，美国众议员(民主党-康涅狄格州)，1935年–1941年[63]
- 温特·史密斯（英语：Wint Smith） (1922)，美国众议员(共和党-堪萨斯州)，1947年–1961年[64]
- 小约翰·M·斯普拉特 (1969)，美国众议员(民主党-南卡罗来纳州)，1983–2011年[65]
- 约瑟夫·E·塔尔博特（英语：Joseph E. Talbot） (1925)，美国众议员(共和党-康涅狄格州)，1942年–1947年[66]
- 弗兰克·特赫达（英语：Frank Tejeda） (LL.M. 1989)，美国众议员(民主党-得克萨斯州)，1993年–1997年[67]
- 约翰·Q·蒂尔逊（英语：John Q. Tilson） (1893)，美国众议员(共和党-康涅狄格州)，1909年–1913，1915年–1932年[68]
- 威廉·H·厄普森（英语：William H. Upson） (1845)，美国众议员(共和党-俄亥俄州)，1869年–1873年[69]
- 史蒂文森·温赖特（英语：Stuyvesant Wainwright） (1947)，美国众议员(共和党-纽约州)，1953年–1961年[70]
- 梅尔·华特（英语：Mel Watt） (1970)，美国众议员(民主党-北卡罗来纳州)，1993年–至今[71]
- 华盛顿·F·威尔考克斯（英语：Washington F. Willcox） (1862)，美国众议员(民主党-康涅狄格州)，1889年–1893年[72]
- 吴振伟 (1982)，美国众议员(民主党-俄勒冈州)，1999–2011年[73]
- 迪克·齐默 (1969)，美国众议员(共和党-新泽西州)，1991年–1997年[74]

#### 司法部门

##### 联邦最高法院大法官
- 塞缪尔·阿利托 (1975)：大法官，2006年–至今
- 亨利·比林斯·布朗（英语：Henry Billings Brown）（未毕业）：大法官，1891年–1906年
- 大卫·戴维斯 (1835)：大法官，1862年–1877年
- 亚伯拉罕·亚伯·方特斯 (1933)：大法官，1963年–1969年
- 谢尔曼·明顿（英语：Sherman Minton） (1916)：大法官，1949年–1956年
- 小乔治·施拉斯（英语：George Shiras, Jr.） (1853)：大法官，1892年–1903年
- 索尼娅·索托马约尔 (1979)：大法官，2009年–至今
- 波特·斯图尔特 (1941)：大法官，1958年–1981年
- 克拉伦斯·托马斯 (1974)：大法官，1991年–至今
- 拜伦·怀特 (1946)：大法官，1962年–1993年

##### 联邦法院法官

###### 美国联邦上诉法院
- 罗伯特·安德逊（英语：Robert P. Anderson） (1929)：美国联邦第二巡回上诉法院法官，1964年–1978年[75]
- 赫歇尔·阿兰特（英语：Herschel Whitfield Arant） (1915)：美国联邦第六巡回上诉法院法官，1939年–1941年[76]
- 爱德华·罗伊·贝克（英语：Edward Roy Becker） (1957)：美国联邦第三巡回上诉法院法官，1998年–2003年；美国联邦第三巡回上诉法院首席法官，1998年–2003年[77]
- 威廉·杜安·本顿（英语：William Duane Benton） (1975)：美国联邦第八巡回上诉法院法官，2004年–至今[78]
- 威尔伯·布思（英语：Wilbur F. Booth） (1888)：美国联邦第八巡回上诉法院法官，1925年–1932年[79]
- 何塞·卡夫拉内斯（英语：José A. Cabranes） (1965)：美国联邦第二巡回上诉法院法官，1994年–至今[80]
- 圭多·卡拉布雷西 (1958)：美国联邦第二巡回上诉法院法官，1994年–2009年[81]
- 理查德·克里夫顿（英语：Richard Clifton）：美国联邦第九巡回上诉法院法官，2002年–至今[82]
- 史提芬·克罗顿（英语：Steven M. Colloton） (1988)：美国联邦第八巡回上诉法院法官，2003年–至今[83]
- 查尔斯·爱德华·克拉克（英语：Charles Edward Clark） (1913)：美国联邦第二巡回上诉法院法官，1939年–1963年[84]
- 埃里克·克莱（英语：Eric L. Clay） (1972)：美国联邦第六巡回上诉法院法官，1997年–至今[85]
- 理查德·卡达希（英语：Richard Dickson Cudahy） (1955)：美国联邦第七巡回上诉法院法官，1979年–1994年[86]
- 康拉德·西尔（英语：Conrad K. Cyr） (1956)：美国联邦第一巡回上诉法院法官，1989年–1997年[87]
- 威廉·弗莱彻（英语：William A. Fletcher） (1975)：美国联邦第九巡回上诉法院法官，1998年–至今[來源請求]
- 苏珊·格雷伯（英语：Susan P. Graber） (1972)：美国联邦第九巡回上诉法院法官，1998年–至今[來源請求]
- 莫顿·伊拉·格林伯格（英语：Morton Ira Greenberg） (1957)：美国联邦第三巡回上诉法院，1987年–至今[88]
- 大卫·汉密尔顿（英语：David Hamilton (judge)） (1983)：美国联邦第七巡回上诉法院法官，2009年–至今[89]
- 史蒂夫·希金森（英语：Stephen A. Higginson） (1987)：美国联邦第五巡回上诉法院法官，2011年–至今[90]
- 小里昂·希金博瑟姆（英语：A. Leon Higginbotham，Jr.） (1952)：美国联邦第三巡回上诉法院法官，1977年–1993年[來源請求]
- 卡罗尔·希克斯（英语：Carroll C. Hincks）：美国联邦第二巡回上诉法院法官，1954年–1964年[91]
- 安德鲁·赫维茨（英语：Andrew D. Hurwitz） (1972)：美国联邦第九巡回上诉法院法官，2012年–至今[92]
- 罗伯特·卡兹曼（英语：Robert Katzmann） (1980)：美国联邦第二巡回上诉法院法官，1999年–至今[93]
- 布雷特·卡瓦诺 (1990)：美国哥伦比亚特区联邦巡回上诉法院法官，2006年–至今[94]
- 卡罗琳·迪宁·金（英语：Carolyn Dineen King） (1962)：美国联邦第五巡回上诉法院法官，1979年–至今[95]
- 卡米特·里佩茨（英语：Kermit Lipez） (1967)：美国联邦第一巡回上诉法院法官，1998年–2011年[96]
- 小斯考特·麦瑟逊（英语：Scott Matheson，Jr.） (1980)：美国联邦第十巡回上诉法院法官，2010年–至今[97]
- 威廉·欧内斯特·米勒（英语：William Ernest Miller） (1933)：美国联邦第六巡回上诉法院法官，1970年–1976年[98]
- 乔·纽曼（英语：Jon O. Newman） (1956)：美国联邦第二巡回上诉法院法官，1979年–至今[99]
- 小巴灵顿·帕克（英语：Barrington Daniels Parker, Jr.） (1969)：美国联邦第二巡回上诉法院法官，2001年–2009年[100]
- 吉尔·普锐（英语：Jill A. Pryor） (1988)：美国联邦第十一巡回上诉法院法官，2012年–至今[來源請求]
- 史蒂芬·莱因哈特（英语：Stephen Reinhardt） (1954)：美国联邦第九巡回上诉法院法官，1980年–至今[來源請求]
- 罗杰·罗博 (1931)：美国哥伦比亚特区联邦巡回上诉法院法官，1969年–1982年[101]
- 奥利佛·赛斯（英语：Oliver Seth） (1940)：美国联邦第十巡回上诉法院法官，1962年–1984年；美国联邦第十巡回上诉法院首席法官，1977年–1984年[102]
- 理查德·塔兰托（英语：Richard G. Taranto） (1981)：美国联邦巡回区上诉法院法官，2013年–至今
- 阿尔伯特·塔特（英语：Albert Tate, Jr.） (1947)：美国联邦第五巡回上诉法院法官，1979年–1986年[103]
- 威廉·廷伯斯（英语：William H. Timbers）：美国联邦第二巡回上诉法院法官，1971年–1981年
- 威廉·尼兰·汤森德（英语：William Kneeland Townsend）：美国联邦第二巡回上诉法院法官，1902年–1907年
- 帕特丽夏·沃尔德（英语：Patricia Wald） (1951)：美国哥伦比亚特区联邦巡回上诉法院法官，1979年–1999年；美国哥伦比亚特区联邦巡回上诉法院首席法官， 1986–1991
- 乔治·汤玛斯·华盛顿（英语：George Thomas Washington） (1932)：美国哥伦比亚特区联邦巡回上诉法院法官，1949年–1965年[104]
- 拉尔夫·温特（英语：Ralph K. Winter, Jr.） (1960)：美国联邦第二巡回上诉法院法官，1981年–至今[105]

###### 美国联邦地区法院
- 罗尼·艾布拉姆斯（英语：Ronnie Abrams） (1952)，美国纽约南区联邦地区法院法官，2012年–至今
- 威廉·阿克（英语：William Acker） (1952)，美国阿拉巴马北区联邦地区法院法官，1982年–1996年
- 塞西莉亚·阿尔托那加（英语：Cecilia Altonaga） (1986)，美国佛罗里达南区联邦地区法院法官，2003年–至今
- 哈罗德·贝尔（英语：Harold Baer, Jr.） (1957)，美国纽约南区联邦地区法院法官，1994年–至今
- 詹姆斯·E·博斯伯格 (1990)，美国哥伦比亚特区联邦地区法院法官，2011年–至今
- 保罗·D·博尔曼（英语：Paul D. Borman） (LL.M. 1964)，美国密歇根东区联邦地区法院法官，1994年–至今
- 霍华德·C·布拉顿（英语：Howard C. Bratton） (1947)，美国新墨西哥联邦地区法院法官，1964年–1987年；美国新墨西哥联邦地区法院首席法官，1978年–1987年
- 飞利浦·A·布来莫（英语：Philip A. Brimmer） (1985)，美国科罗拉多联邦地区法院法官，2008年–至今
- 艾伦·布里·伯恩斯（英语：Ellen Bree Burns） (1923)，美国康涅狄格联邦地区法院法官，1978年–1992年；美国康涅狄格联邦地区法院首席法官，1988年–1992年
- 爱德华·卡恩（英语：Edward Cahn (jurist)） (1958)，美国宾夕法尼亚东区联邦地区法院法官，1974–1998
- 查尔斯·哈迪·卡尔（英语：Charles Hardy Carr） (1926)，美国加利福尼亚南区联邦地区法院法官，1962年–1966年；美国加利福尼亚中区联邦地区法院，1966年–1973年
- 保罗·查尔顿（英语：Paul Charlton (judge)），美国波多黎各联邦地区法院法官，1911年–1913年
- 小弗兰克·达姆瑞尔（英语：Frank C. Damrell Jr.） (1964)，美国加利福尼亚东区联邦地区法院法官，1997年–2008年
- 小约瑟夫·A·狄克来瑞克（英语：Joseph A. Diclerico Jr.） (1966)，美国新罕布什尔联邦地区法院法官，1992年–2007年；美国新罕布什尔联邦地区法院首席法官，1992年–1997年
- 詹·杜布瓦（英语：Jan E. DuBois） (1957)，美国宾夕法尼亚东区联邦地区法院法官，1988年–至今
- 沃伦·威廉·艾京顿（英语：Warren William Eginton） (1951)，美国康涅狄格联邦地区法院法官，1979年–1992年
- 大卫·A·法伯尔（英语：David A. Faber） (1967)，美国西弗吉尼亚南区联邦地区法院法官, 1991年–至今
- 埃尔登·E·法伦（英语：Eldon E. Fallon） (LL.M. 1963)，美国路易斯安那东区联邦地区法院法官，1995年–至今
- A·乔·菲什（英语：A. Joe Fish） (1968)，美国德克萨斯北区联邦地区法院法官，1983年–2007年；美国德克萨斯北区联邦地区法院首席法官，2002年–2007年
- 洁西·福尔曼（英语：Jesse M. Furman） (1998)，美国纽约南区联邦地区法院法官，2012年–至今
- 妮娜·格申（英语：Nina Gershon） (1965)，美国纽约东区联邦地区法院法官，1996年–至今
- 南希·盖特纳（英语：Nancy Gertner） (1971)，美国马萨诸塞联邦地区法院法官，1994年–2011年
- 格哈德·盖泽尔（英语：Gerhard Gesell） (1935)，美国哥伦比亚特区联邦地区法院法官，1967年–1993年
- 詹姆斯·蒂龙·吉尔斯（英语：James Tyrone Giles） (1967)，美国宾夕法尼亚东区联邦地区法院法官，1979年–2008年
- 查尔斯·海特（英语：Charles S. Haight, Jr.） (1955)，美国纽约南区联邦地区法院法官，1976年–至今
- 简·康斯坦茨·汉密尔顿（英语：Jean Constance Hamilton） (LL.M. 1982)，美国密苏里东部联邦地区法院法官，1990年–至今；美国密苏里东部联邦地区法院首席法官，1990年–至今，1995年–2002年
- A·安德鲁·豪克（英语：A. Andrew Hauk） (1942)，美国加利福尼亚南区联邦地区法院法官，1966年；美国加利福尼亚中区联邦地区法院法官，1966–1982；美国加利福尼亚中区联邦地区法院首席法官，1980年–1982年
- 特鲁门·麦吉尔·霍博思（英语：Truman McGill Hobbs） (1948)，美国阿拉巴马中区联邦地区法院法官，1980年–1991年；美国阿拉巴马中区联邦地区法院首席法官，1984年–1991年
- 马文·卡兹（英语：Marvin Katz） (1954)，美国宾夕法尼亚东区联邦地区法院法官，1983年–2010年
- 布鲁斯·威廉·考夫曼（英语：Bruce William Kauffman） (1959)，美国宾夕法尼亚东区联邦地区法院法官，1997年–2009年
- 塞缪尔·帕索博·金（英语：Samuel Pailthorpe King） (1940)，美国夏威夷联邦地区法院法官，1972年–1984年
- 约翰·A·克隆斯塔德特（英语：John A. Kronstadt） (1976)，美国加利福尼亚中区联邦地区法院法官，2011年–至今
- 莫里斯·E·拉斯克（英语：Morris E. Lasker） (1941)，美国纽约南区联邦地区法院法官，1968年–1983年
- 维克多·马雷罗（英语：Victor Marrero） (1968)，美国纽约南区联邦地区法院法官，1999年–至今
- 弗兰克·汉普顿·麦克法登（英语：Frank Hampton McFadden） (1955)，美国阿拉巴马北区联邦地区法院法官，1969年–1982年
- 理查德·惠灵顿·迈克劳伦（英语：Richard Wellington McLaren） (1942)，美国伊利诺伊北区联邦地区法院法官，1972年–1976年
- 詹姆斯·弗朗西斯·撒迪厄斯·奥康纳（英语：James Francis Thaddeus O'Connor） (1909)，美国加利福尼亚南区联邦地区法院法官，1940年–1949年
- 路易斯·F·奥伯道夫（英语：Louis F. Oberdorfer） (1946)，美国哥伦比亚特区联邦地区法院法官，1977年–至今
- J·保罗·欧特肯（英语：J. Paul Oetken） (1991)，美国纽约南区联邦地区法院 法官，2011年–至今
- 詹姆斯·佩里·普拉特（英语：James Perry Platt） (1875)，美国康涅狄格联邦地区法院 法官，1902年–1913年
- 小汤玛斯·科利尔·普拉特（英语：Thomas Collier Platt Jr.） (1950)，美国纽约东区联邦地区法院 法官，1974年–2001年
- 路易斯·H·波拉克（英语：Louis H. Pollak） (1948)，美国宾夕法尼亚东区联邦地区法院 法官，1978年–1991年
- 迈克·庞瑟（英语：Michael Ponsor） (1975)，美国马萨诸塞联邦地区法院 法官，1994年–至今
- 奥利弗·佩里·西拉斯（英语：Oliver Perry Shiras） (1856)，美国艾奥瓦北区联邦地区法院 法官，1882年–1903年
- 多美尼克·J·斯夸特里托（英语：Dominic J. Squatrito） (1965)，美国康涅狄格联邦地区法院 法官，1994年–2004年
- 莱纳德·P·斯塔克（英语：Leonard P. Stark） (1996)，美国特拉华联邦地区法院 法官，2010年–至今
- 小爱德华·德黑文·斯蒂尔（英语：Edwin DeHaven Steel, Jr.） (1931)，美国特拉华联邦地区法院 法官，1958年–1969年
- 西德尼·斯坦因（英语：Sidney H. Stein） (1969)，美国纽约南区联邦地区法院 法官，1995年–至今
- 理查德·苏利文（英语：Richard Sullivan (judge)） (1990)，美国纽约南区联邦地区法院 法官，2007年–至今
- 罗伯特·斯威特（英语：Robert W. Sweet） (1948)，美国纽约南区联邦地区法院 法官，1978年–至今
- 罗伯特·泰勒 (1924)，美国田纳西东区联邦地区法院 法官，1950年–1984年；美国田纳西东区联邦地区法院首席法官，1961年–1969年
- 查尔斯·亨利·坦尼（英语：Charles Henry Tenney） (1936)，美国纽约南区联邦地区法院 法官，1963年–1979年
- 爱德华·斯塔克·汤玛斯（英语：Edwin Stark Thomas） (1895)，美国康涅狄格联邦地区法院 法官，1913年–1939年
- 艾尔文·汤普森（英语：Alvin W. Thompson） (1978)，美国康涅狄格联邦地区法院 法官，1994年–至今
- 迈伦·H·汤普森（英语：Myron H. Thompson） (1972)，美国阿拉巴马中区联邦地区法院法官，1980年–1998年；美国阿拉巴马中区联邦地区法院首席法官，1991年–1998年
- 斯蒂芬·R·昂德希尔（英语：Stefan R. Underhill） (1982)，美国康涅狄格联邦地区法院法官，1999年–至今
- 威廉·沃尔斯（英语：William H. Walls） (1957)，美国新泽西联邦地区法院法官，1994年–至今
- 亨利·特拉威廉·温盖特（英语：Henry Travillion Wingate） (1972)，美国密西西比南区联邦地区法院法官，1985年–至今；美国密西西比南区联邦地区法院首席法官，2003年–至今
- 卡莱布·美林·莱特（英语：Caleb Merrill Wright） (1933)，美国特拉华联邦地区法院法官，1955年–1973年；美国特拉华联邦地区法院首席法官，1957年–1973年
- 小威廉·H·洋（英语：William H. Yohn, Jr.） (1960)，美国宾夕法尼亚东区联邦地区法院法官，1969年–1980年
- 罗伯特·卡迈恩·藏帕诺（英语：Robert Carmine Zampano） (1954)，美国康涅狄格联邦地区法院法官，1964年–1994年

###### 其他法院
- 里奇·莱纳德（英语：J. Rich Leonard） (1976)：美国北卡罗莱纳东区联邦地区法院破产法院（英语：United States bankruptcy court）法官，1992年–至今
- 艾伯特·莱维特（英语：Albert Levitt） (1923)：维尔京群岛地方法院法官，1935年–1968年
- 威廉·约西亚·蒂尔逊（英语：William Josiah Tilson） (1896, LL.M. 1897)：美国国际贸易法院法官

#### 州政府

##### 州长
- 杰瑞·布朗 (1964)：第34及第38届加利福尼亚州州长，1975年–1983年，2011年–至今[106]
- 福斯特·弗克洛 (1936)：第60届马萨诸塞州州长，1957年–1961年[107]
- 比伯·格雷夫斯（英语：Bibb Graves） (1896)：第38届亚拉巴马州州长，1927年–1931年[來源請求]
- 亨利·鲍德温·哈里森（英语：Henry Baldwin Harrison）：第52届康涅狄格州州长，1885年–1887年[來源請求]
- 威廉·霍平（英语：William W. Hoppin）：第24届罗得岛州州长，1854年–1857年[來源請求]
- 威廉·米尔斯（英语：William J. Mills） (1877)：第19届新墨西哥领地州长，1910年–1912年[來源請求]
- 雷蒙德·沙佛（英语：Raymond P. Shafer） (1941)：第39届宾夕法尼亚州州长，1967年–1971年[108]

##### 州政治家
- Peter H. Behr (1940)，加利福尼亚州州参议员，1970年–1978年
- Asa S. Bloomer (1916), member of the Vermont House of Representatives, 1937年–1945,年 and Speaker of the House, 1943年–1945年；member of the Vermont Senate, 1947年–1963年, and President Pro Tem, 1949年, 1955年, 1959年–1963年
- James M. Brown (1967)，Attorney General of Oregon，1980年–1981年
- Kimberly B. Cheney (1964)，Attorney General of Vermont，1973年–1975年
- Robert E. Cooper, Jr. (1983)，Attorney General of Tennessee，2006年–至今
- Robert Del Tufo (1958)，Attorney General of New Jersey，1990年–1993年
- Nelson Antonio Denis (1980)，member of the New York State Assembly from the 68th district，1997年–2001年
- John R. Dunne（英语：John R. Dunne） (1954)，member of the New York Senate from the 6th district，1966年–1989年
- 丹尼尔·埃斯蒂 (1986)，commissioner of the Connecticut Department of Energy and Environmental Protection，2011年–至今
- Shirley Adele Field（英语：Shirley Adele Field），member of the Oregon House of Representatives，1956年–1960，1962年–1966
- Tom Foley（英语：Tom Foley），Secretary of Labor and Industry of Pennsylvania，1991年–1994年
- Ammi Giddings，member of the Connecticut Senate，1858年–1864年
- Harrison Goldin（英语：Harrison J. Goldin） (1960)，member of the New York Senate，1966年–1973年
- L. W. Housel (1900)，member of the Connecticut House of Representatives，1900年–1902年
- Cyrus Habib，member of the Washington House of Representatives from the 48th district，2012年–至今
- Michael Johnston（英语：Michael Johnston (Colorado legislator)），member of the Colorado Senate from the 33rd district，2009年–至今
- Daniel Kagan（英语：Daniel Kagan），member of the Colorado House of Representatives，2009年–至今
- Jeff King（英语：Jeff King (politician)），member of the Kansas Senate from the 15th district，2011年–至今
- Kris Kobach (1995)，31st Secretary State of Kansas，2001年–至今
- Frederick Lippitt (1946)，member of the Rhode Island House of Representatives，1961年–1983年
- Edward Meyer（英语：Edward Meyer (politician)） (1961)，member of the Connecticut Senate，2005年–至今
- Robert W. Naylor（英语：Robert W. Naylor） (1969)，member of the California State Assembly for the 20th district，1978年–1986年；chair of the California Republican Party，1987年–1989年
- Charles R. Nesbitt (1947)，9th Attorney General of Oklahoma，1963年–1967年；Secretary of Energy of Oklahoma，1991年–1995年
- Larry Obhof（英语：Larry Obhof），member of the Ohio Senate from the 22nd district，2011年–至今
- James Paull（英语：James Paull），president of the West Virginia Senate，1943年–1945年
- 杰米佩·佩德森（英语：Jamie Pedersen），华盛顿州众议院（英语：Washington House of Representatives）第43区议员，2007年–至今
- 查尔斯·佩里（英语：Charles B. Perry），威斯康星州议会（英语：Wisconsin State Assembly）发言人，1929年
- 史蒂文·萨克斯（英语：Stephen H. Sachs），马里兰州司法部长，1979年–1987年
- 弗朗西斯·W·特雷德韦（英语：Francis W. Treadway） (1892)，第30任俄亥俄州副州长，1909年–1911年
- 约翰·韦斯利·韦斯科特（英语：John Wesley Wescott），新泽西州司法部长，1914年–1919年
- 布莱恩·汤森，特拉华州参议院议员，2012年–至今

##### 州法官
- 威廉·B·钱德勒三世（英语：William B. Chandler, III），特拉华州衡平法院（英语：Delaware Court of Chancery）首席法官，1985年–1996年
- 里克·哈兹尔顿（英语：Rick Haselton），俄勒冈上诉法院（英语：Oregon Court of Appeals）首席法官，2012年–至今；俄勒冈上诉法院（英语：Oregon Court of Appeals）法官，1994年–2012年
- 欧内斯特·A·英格利斯（英语：Ernest A. Inglis），康涅狄格最高法院（英语：Connecticut Supreme Court）首席法官，1953年–1957年；康涅狄格最高法院（英语：Connecticut Supreme Court）法官，1950年–1953年
- 刘弘威 (1998)，加利福尼亚最高法院法官，2011年–至今
- 杰弗瑞·W·约翰逊（英语：Jeffrey W. Johnson） (1985)，加利福尼亚州上诉法院法官，2009年–至今
- 威廉·M·莫尔特比（英语：William M. Maltbie） (1905)，康涅狄格最高法院（英语：Connecticut Supreme Court）首席法官，1930年–1950年；康涅狄格最高法院（英语：Connecticut Supreme Court）法官，1925年–1930年
- 莫妮卡·马奎斯（英语：Monica Márquez） (1997)，科罗拉多最高法院（英语：Colorado Supreme Court）法官，2010年–至今
- 玛格丽特·H·马歇尔（英语：Margaret H. Marshall），马萨诸塞州最高法院（英语：Massachusetts Supreme Judicial Court）首席法官，1999年–2010年；马萨诸塞州最高法院（英语：Massachusetts Supreme Judicial Court）法官，1996年–1999年
- 马歇尔·F·麦库姆 (1919)，加利福尼亚最高法院法官，1955年–1977年
- 乔治·W·惠勒（英语：George W. Wheeler） (1883)，康涅狄格最高法院（英语：Connecticut Supreme Court）首席法官，1920年–1930年
- J·克雷格·莱特（英语：J. Craig Wright） (1954)，俄亥俄最高法院（英语：Ohio Supreme Court）法官，1985年–1996年

#### 市政府
- 简·博林（英语：Jane Bolin） (1931)：纽约市家庭关系法院（英语：New York City Courts#Family Court）法官，1939年–1979年；首位在美国担任法官职位的非裔美国人
- 乔治·威廉·克劳福德（英语：George Williamson Crawford） (1903)：第二位从法学院毕业的黑人以及曾任纽黑文市法律顾问
- 布鲁斯·哈里斯（英语：Bruce Harris）：新泽西州查塔姆市（英语：Chatham Borough, New Jersey）市长，2012年–至今
- 罗伯特·哈里斯：密歇根州安娜堡市市长，1969年–1973年
- 约翰·林塞（英语：John Lindsay） (1948)：纽约州纽约第103任市长，1966年–1973年
- 罗伯特·摩根索（英语：Robert M. Morgenthau） (1948)：纽约县地区检察官（英语：New York County District Attorney）, 1975–2009
- 查尔斯·菲尔普斯·塔夫特三世（英语：Charles Phelps Taft II） (1921)：俄亥俄州辛辛那提市长，1955年–1957年

#### 美国外交人员
- 温思罗普·布朗（英语：Winthrop G. Brown） (1930)：第16任美国驻韩国大使，1964年–1967年
- 威廉·史密斯·卡伯特森（英语：William Smith Culbertson） (1910)：美国国际贸易委员会会长，1922年–1925年
- 理查德·加德纳（英语：Richard N. Gardner） (1951)：美国驻西班牙大使（英语：United States Ambassador to Spain），1993年–1997年；美国驻意大利大使（英语：United States Ambassador to Italy），1977年–1981年
- 乌瑞克·海恩斯（英语：Ulric Haynes） (1956)：第6任美国驻阿尔及利亚大使（英语：United States Ambassador to Algeria），1977年–1981年
- 大卫·秀博纳（英语：David Huebner） (1986)：第17任美国驻新西兰大使（英语：United States Ambassador to New Zealand），2009年–至今
- 尤金·洛克（英语：Eugene M. Locke） (1940)：第9任美国驻巴基斯坦大使（英语：United States Ambassador to Pakistan），1966年–1967年
- 小罗伯特·麦卡勒姆（英语：Robert McCallum, Jr.） (1973)：第23任美国驻澳大利亚大使（英语：United States Ambassador to Australia），2006年–2009年
- 约翰·奥李利（英语：John O'Leary (ambassador)） (1969)：第48任美国驻智利大使（英语：United States Ambassador to Chile）, 1998年–2001年
- 萨金特·施莱弗 (1941)：第44任美国驻法国大使，1968年–1970年；同时也是和平队的背后的驱动力
- 小达格拉斯·斯图尔特（英语：R. Douglas Stuart, Jr.） (1946)：第22任美国驻挪威大使，1984年–1989年
- 皮特·图福（英语：Peter Tufo）：美国驻匈牙利大使（英语：United States Ambassador to Hungary），1997年–2001年

#### 其他美国政治人物
- 马克·阿格拉斯特（英语：Mark D. Agrast） (1985)：美国司法部美国司法部法制办公室（英语：U.S. Department of Justice Office of Legislative Affairs）司法部长助理（英语：United States Assistant Attorney General），2009年–至今
- 米德·奥尔康（英语：Meade Alcorn）：共和党全国委员会主席，1957年–1959年
- 狄龙·安德森（英语：Dillon Anderson） (1929)：第2任美国国家安全顾问，1955年–1956年
- 乔·安德鲁（英语：Joe Andrew）：民主党全国委员会主席，1999年–2001年
- 亚历克斯·阿扎：卫生和人群服务部副部长（英语：Secretary of Health and Human Services）
- 大卫·巴罗（英语：David B. Barlow）：犹他州美国检察官（英语：U.S. Attorney），2011年–至今
- 迈克尔·巴尔 (1992)：美国财政部金融机构事务助理部长
- 鲁本·贝里奥斯（英语：Rubén Berríos） (1961)：波多黎各参议员，1972年–1976年，1984年–1988年，1993年–1996年
- 马修·贝里（英语：Matthew Berry (politician)）：共和党弗吉尼亚州第八届国会选区的选举（英语：Virginia's 8th congressional district election, 2010）主要参选人，2010年
- 波利斯·博士特（英语：Boris Bershteyn） (2004)：白宮副法律顧問（英语：White House Counsel），2010年–至今
- 贝丝·布林克曼（英语：Beth Brinkmann） (1985)：美国检察长（英语：United States Solicitor General）助理，1993年–2001年
- 安东尼娅·汉德勒·柴叶斯（英语：Antonia Handler Chayes）（未毕业）：第14任美国空军部次长（英语：United States Under Secretary of the Air Force），1979年–1981年
- 威廉·撒迪厄斯·科尔曼三世（英语：William Thaddeus Coleman III）：第17任美國陸軍總法律顧問（英语：General Counsel of the Army），1994年–1999年
- 玛西娅·法尔科（英语：Mathea Falco） (1968)：第1任國務院國際禁毒執法助卿（英语：Assistant Secretary of State for International Narcotics and Law Enforcement Affairs），1979年–1981年
- 罗斯维尔·吉尔帕特里克（英语：Roswell Gilpatric） (1931)：美国国防部副部长，1961年–1964年
- 弗雷德·戈德堡（英语：Fred T. Goldberg, Jr.） (1973)：国税委员会（英语：Commissioner of Internal Revenue），1989年–1992年
- 斯蒂芬·哈德利 (1972)：第21任总统国家安全事务助理，2005年–2009年
- 科尔曼·希克斯（英语：Coleman Hicks） (1968)：美國海軍總法律顧問（英语：General Counsel of the Navy），1979年–1981年
- 史蒂文·霍尼曼（英语：Steven S. Honigman） (1973)：美國海军总法律顾问（英语：General Counsel of the Navy），1993年–1998年
- 里德·亨特（英语：Reed Hundt） (1974)：美国联邦通信委员会主席，1993年–1997年
- 拉沙德·侯赛因（英语：Rashad Hussain） (2005)：第2任 伊斯兰合作组织特使（英语：United States Special Envoy to the Organisation of Islamic Cooperation），2010年–至今
- 罗·卡纳（英语：Ro Khanna） (2001)：美国商务部副助理部长[109]
- 哈里森·勒施（英语：Harrison Loesch） (1939)：美国内政部长，1969年–1972年
- 杰瑞·麦克阿瑟·胡尔廷（英语：Jerry MacArthur Hultin） (1972)：第27任海軍部次長（英语：Under Secretary of the Navy），1997年–2000年
- 马尔科姆·麦金太尔（英语：Malcolm A. MacIntyre）：第5任美国空军部长，1957年–1959年
- 伯克·马歇尔（英语：Burke Marshall） (1951)：美国司法部民权司（英语：Civil Rights Division）助理司法部长（英语：United States Assistant Attorney General） ，1961年–1964年
- 乔·米勒 (1995)：阿拉斯加州共和党美国参议院选举候选人（英语：United States Senate election in Alaska, 2010），2010年
- 罗德里克·奥康纳（英语：Roderic L. O'Connor） (1947)：第2任國務院安全及領事事務助卿（英语：美國國務院安全及領事事務助卿），1957年–1958年
- 史蒂文·奥克斯曼（英语：Stephen A. Oxman）：第19任國務院歐洲及加拿大事務助卿（英语：Assistant Secretary of State for European and Canadian Affairs）, 1993年–1994年
- 特洛伊·帕雷德斯（英语：Troy A. Paredes）：美国证券交易委员会理事，2008年–至今
- 麦克·波茨楚克（英语：Michael Pertschuk） (1959)：联邦贸易委员会主席，1977年–1981年
- 兰德尔·夸尔斯（英语：Randal Quarles） (1984)：第15任財政部國內財政次長（英语：Under Secretary for Domestic Finance），2005年–2006年
- 尤金·罗斯托（英语：Eugene V. Rostow） (1937)：负责政治事务的副国务卿（英语：Under Secretary of State for Political Affairs），1966年–1969年
- 尼尔·沃林（英语：Neal S. Wolin）：財政部副部長（英语：Deputy Secretary of the Treasury），2009年–至今
- 小罗伯特·詹姆斯·伍尔西 (1968)：第16任中央情报局中央情报总监，1993年–1995年
- 亚当·亚莫里斯基（英语：Adam Yarmolinsky）：在肯尼迪，约翰逊和卡特政府时期，曾任多重职务
- 大卫·叶斯基（英语：David Yassky）：33区纽约市议会成员，2002年–2009年

### 非美国政府

#### 非美国政治人物

##### 国家元首或政府首脑
- 卡尔·卡斯滕斯 (LL.M. 1949)：第5届德国总统，1979年–1984年
- 何塞·帕西亚诺·劳威尔 (J.S.D. 1920)：第3届菲律宾总统，1943年–1945年
- 萨尔瓦多·劳雷尔 (J.S.D. 1960)：第10届菲律宾副总统，1986年–1992年；第5届菲律宾首相，1986年

##### 其他政治人物
- 罗恩·安键（英语：Ron Atkey） (LL.M. 1966)：加拿大国会下议院成员，1972年–1974年，1979年–1980年
- 基斯·邦奇威（英语：Kwesi Botchwey） (LL.M.)：加纳财政部部长，1982年–1995年
- 弗朗西斯科·阿凡·德尔加多（英语：Francisco Afan Delgado） (LL.M. 1909)：参议员参议员，1951年–1957年
- 高特拿·高特拿（英语：Irwin Cotler） (LL.M. 1966)：加拿大司法部长，2003年–2006年
- 飞利浦·德洛里亚（英语：Philip S. Deloria）：世界土著人理事会（英语：World Council of Indigenous Peoples）创始人和第1任秘书长
- 大卫·霍华慈（英语：David Howarth） (LL.M. 1983)：剑桥下议院议员（英语：Member of Parliament (United Kingdom)），2005年–2010年
- 孔祥熙 (LL.M. 1907)：中华民国总理，1938年–1939年
- 安东尼奥·拉·维娜（英语：Antonio La Viña）：菲律宾环境和自然资源部副部长
- 斯塔夫罗斯·兰布里尼季斯 (1988)：欧洲议会议员，2004年–2009年；欧洲议会副主席，2009年–2011年；希腊外交部长，2011年
- 尚穆根·贾古玛 (LL.M. 1966)：新加坡内阁资政，2009年–2011年
- 皮特·穆塔里卡 (LL.M., J.S.D.)：马拉维外交部部长，2011年–至今
- 霍维托·萨隆加 (J.S.D. 1949)：第14任菲律宾参议院主席，1987年–1992年
- 利伯乌斯·威尔弗莱（英语：Lebbeus R. Wilfley） (1892)：第1任菲律宾司法部长，1901年–1906年
- 叶克本（英语：Michael Yaki）：美国民权委员会（英语：United States Commission on Civil Rights）委员，2005年–2016年

#### 非美国司法人物

##### 国际法庭法官
- 小田滋 (J.S.D. 1953)：日本籍国际法院法官，1976年–2003年
- 菲利普·杰赛普 (1924)：美国籍国际法院法官，1961年–1970年

##### 国家法院法官
- 里奥·巴里（英语：Leo Barry） (LL.M. 1968)：纽芬兰与拉布拉多省最高法院（英语：Supreme Court of Newfoundland and Labrador (Court of Appeal)）大法官，2007年–至今
- 陶德·杜沙姆（英语：Todd Ducharme） (LL.M. 1991)：安大略省高等法院（英语：Ontario Superior Court of Justice）大法官
- 塞西莉亚·穆尼奥斯-帕尔玛 (LL.M. 1954)：菲律賓大理院首位女法官
- 恩里克·费尔南多（英语：Enrique Fernando） (1948)：菲律賓大理院首席大法官
- 热拉尔·拉福雷斯（英语：Gérard La Forest） (LL.M. 1965)：加拿大最高法院大法官，1985年–1997年
- 约翰尼·刘易斯（英语：Johnnie Lewis） (LL.M. 1971)，利比里亚第18任首席大法官，2006年–至今
- 万鄂湘 (LL.M. 1987)：中华人民共和国最高人民法院副院长，1998年–2003年

### 国际组织人物
- 罗莎琳·希金斯（英语：Rosalyn Higgins） (J.S.D. 1962)：国际法院院长，2006年–2009年
- 约翰·韦贝克（英语：Johan C. Verbeke） (LL.M. 1978)：联合国驻格鲁吉亚观察团（英语：United Nations Observer Mission in Georgia）团长 (UNOMIG)
- 斯塔夫罗斯·兰布里尼蒂斯 (1988)：欧洲联盟人权特别代表 （自2011年9月）

### 知名律师
- 弗洛伊德·艾布拉姆斯（英语：Floyd Abrams） (1960)：卡西尔，戈登和雷德尔（英语：Cahill Gordon & Reindel）律所律师，通过一系列重要案件对美国宪法学有实质影响
- 道格拉斯·埃伦特（英语：Douglas Arant） (1923)：亚拉巴马州伯明翰市律师
- 弗朗西斯·邦斯（英语：Francis N. Bangs） (1847)：邦斯和斯泰森律所创始合伙人， 现代公司戴维斯，波尔卡和沃德韦尔律所（英语：Davis, Polk & Wardwell）先驱之一
- 鲍威尔·比尔（英语：Bouvier Beale）：律师， 杰奎琳·肯尼迪和李·拉齐维尔的堂兄弟
- 德纳·贝利纳（英语：Dana Berliner）：正义研究所（英语：Institute for Justice）的公益诉讼律师
- 亨特·拜登：奥达克，拜登和贝莱尔律所创始合伙人，美国副总统乔·拜登儿子
- 大卫·波伊（英语：David Boies） (1966)：波伊，希勒和弗莱克斯纳律所（英语：Boies, Schiller & Flexner）董事长
- 拉尔夫·卡瓦纳（英语：Ralph Cavanagh）：环境律师和自然资源保护委员会（英语：Natural Resources Defense Council）空气/能源项目主任
- 威廉·科布伦茨（英语：William Coblentz (attorney)） (1947)：律师，作为权力掮客在第二次世界大战后的加利福尼亚州政治活动产生重要影响
- 朱利安·戴维斯·康奈尔（英语：Julien Davies Cornell）：作为被艾兹拉·庞德以叛国罪起诉后的辩护律师
- 理查德森·迪尔沃思（英语：J. Richardson Dilworth） (1942)：洛克斐勒家族律师
- 皮特·弗莱明（英语：Peter E. Fleming Jr.） (1958)：刑事辩护律师
- 查尔斯·哈尔彭（英语：Charles Halpern） (1964)：美国首家公益诉讼律所法律和社会政策中心（英语：Center for Law and Social Policy）联合创始人
- 大卫·肯德尔（英语：David E. Kendall） (1971)：在莱文斯基丑闻和克林顿弹劾案中为比尔·克林顿总统提供咨询
- 乔治·克恩（英语：George Kern） (1952)：苏利文·克伦威尔律所（英语：Sullivan & Cromwell）合伙人
- 欧内斯特·科耐博（英语：Ernest Knaebel） (1896, LL.M. 1897)：美国最高法院第11任判决记录发布官（英语：Reporter of Decisions of the Supreme Court of the United States），1916年–1944年
- 阿瑟·克雷默（英语：Arthur Kramer）：克雷默和莱文律所（英语：Kramer Levin）创始合伙人
- 道恩·约翰森（英语：Dawn Johnsen） (1986)：两次被贝拉克·奥巴马总统提名为法律顾问办公室（英语：Office of Legal Counsel）主任
- 马克·莱维（英语：Mark I. Levy） (1975)： 在美国最高法院上诉过16次的律师
- 亚瑟尔·玛格（英语：Arthur Mag）：哈里·S·杜鲁门法律顾问
- 贝茜·马戈林（英语：Bessie Margolin） (1933)：在美国最高法院辩论过很多次的劳工律师
- 阿沃·米卡嫩（英语：Arvo Mikkanen） (1986)：被贝拉克·奥巴马总统提名至美国俄克拉荷马北区联邦地区法院
- 洁西林·拉达克（英语：Jesselyn Radack） (1995)：美国司法部道德顾问，揭露了联邦调查局在审讯约翰·沃克·林德违反到的法规
- 罗伯特·雷曼（英语：Robert Raymar） (1972)：被比尔·克林顿总统提名至美国联邦第三巡回上诉法院的律师
- 斯蒂芬·舒尔曼（英语：Stephen N. Shulman） (1958)：以在水门事件中代理埃吉尔·克罗（英语：Egil Krogh）成名
- 保罗·史密斯（英语：Paul M. Smith） (1979)：简博律师事务所（英语：Jenner & Block）律师，代表案例有劳伦斯诉德克萨斯州案
- 约翰·沃什（英语：John F. Walsh Jr.） (1958)：被理查德·林恩（英语：Richard Lynn）列为美国先锋基金（英语：Pioneer Fund）的前主席（但沃什本人否认）
- 莱纳德·韦恩格拉斯（英语：Leonard Weinglass） (1958)：著名刑事辩护律师
- 安德里亚·伍德（英语：Andrea R. Wood） (1998)：美国证券交易委员会高级法律顾问
- 格雷戈里·霍华德·伍兹（英语：Gregory Howard Woods） (1995)：美国能源部法律总顾问
- 阿诺德·扎克（英语：Arnold M. Zack） (1956)：著名的劳动管理纠纷仲裁员和调停者

### 公共政策机构领导人
- 布鲁斯·J·卡茨（英语：Bruce J. Katz） (1985)：布鲁金斯学会副会长
- 贝利斯·曼宁（英语：Bayless Manning） (1949)：美国外交关系协会第1任会长
- 卡拉·安德森·希尔斯（英语：Carla Anderson Hills）：美国外交关系协会第5任会长
- 约翰·汉纳：华盛顿近东政策研究所（英语：Washington Institute for Near East Policy）高级研究员

## 学术界

### 大学校长和其他管理人员
- 南希·Y·比卡瓦（英语：Nancy Y. Bekavac） (1973)：斯克利普斯学院（英语：Scripps College）校长，1990年–2007年
- 阿尔弗雷德·本杰明·巴茨（英语：Alfred Benjamin Butts） (1930)：密西西比大学校长，1935年–1946年
- 杰拉德·卡斯帕尔（英语：Gerhard Casper） (LL.M. 1962)：斯坦福大学校长，1992年–2000年
- 罗纳德·J·丹尼尔斯（英语：Ronald J. Daniels） (1988)：约翰·霍普金斯大学校长，2009年–至今
- 威廉·R·格林尼（英语：Bill Greiner）：纽约州立大学布法罗分校校长，1991年-2004年
- 艾拉·迈克尔·海曼（英语：Ira Michael Heyman） (1956)：加州大学伯克利分校校长，1980年–1990年
- 罗伯特·梅纳德·哈钦斯 (1925)：芝加哥大学校长，1929年–1945年；芝加哥大学荣誉校长，1945年–1951年
- 约瑟夫·S·伊斯曼（英语：Joseph S. Iseman） (1941)：贝林顿学院代理校长，1976年
- 汤玛斯·H·杰克逊（英语：Thomas H. Jackson） (1975)：罗彻斯特大学校长，1994年–2005年
- 马文·克里斯洛夫（英语：Marvin Krislov） (1988)：欧柏林学院校长，2007年–至今
- 泰德·兰德斯马克（英语：Ted Landsmark） (1973)：波士顿建筑学院校长，至今
- 弗雷德里克·M·劳伦斯（英语：Frederick M. Lawrence） (1980)：布兰戴斯大学校长，2011年–至今
- 爱德华·H·李维（英语：Edward H. Levi） (1938)：芝加哥大学校长，1968年–1975年
- 陆道逵：马里兰大学学院市分校校长，2010年–至今
- 琳达·洛瑞墨（英语：Linda Lorimer）：耶鲁大学副校长；伦道夫学院（英语：Randolph-Macon Woman's College）校长，1986年–1993年
- 赛勒斯·诺斯洛普（英语：Cyrus Northrop）：明尼苏达大学校长，1884年–1911年
- 拉塞尔·K·奥斯古德（英语：Russell K. Osgood） (1974)：格林内尔学院校长，1998年–2010年
- 罗伯特·浦立德（英语：Robert Prichard） (LL.M. 1976)：多伦多大学校长，1990年–2000年
- 克莱顿·斯潘塞（英语：Clayton Spencer） (1985)：贝兹学院校长，2011年–2012年
- 斯蒂芬·乔尔·特拉亨伯格（英语：Stephen Joel Trachtenberg） (1962)：乔治华盛顿大学校长，1988年–2007年
- 路易斯·沃格尔（英语：Louis Vogel） (LL.M. 1982)：巴黎第二大学校长，2006年–2012年

### 法律学术界

#### 法学院院长
- T·亚历山大·阿莱考夫（英语：T. Alexander Aleinikoff） (1977)：乔治城大学法律中心院长，2004年–2009年
- 埃文·卡尼克（英语：Evan Caminker） (1986)：密歇根大学法学院院长，2003年–至今
- 诺拉·戴姆赖呢（英语：Nora Demleitner） (1992)：华盛顿与李大学法学院长，2012年–至今
- 约翰·哈特·伊利（英语：John Hart Ely） (1963)：斯坦福法学院院长，1982年–1987年
- 罗伯特·科洛诺夫（英语：Robert Klonoff） (1979)：刘易斯和克拉克法学院院长，2007年–至今
- 安东尼·T·珂容曼（英语：Anthony T. Kronman） (1975)：耶鲁法学院院长，1994年–2004年
- 索尔·莱夫莫尔（英语：Saul Levmore） (1980)：芝加哥大学法学院院长，2001年–2009年
- 保罗 ·马霍尼（英语：Paul Mahoney (American lawyer)） (1984)：弗吉尼亚大学法学院院长，2008年–至今
- 玛莎·米诺（英语：Martha Minow） (1979)：哈佛法学院院长，2009年–至今
- 罗塞尔·D·奈尔斯（英语：Russell D. Niles） (LL.M. 1931)：纽约大学法学院院长，1948年–1963年
- 罗伯特·博斯特（英语：Robert Post (law professor)） (1977)：耶鲁法学院院长，2009年–至今
- 罗曼·雷德利克（英语：Norman Redlich） (1950)：纽约大学法学院院长，1974年–1988年
- 查德·雷维兹（英语：Richard Revesz） (1983)：纽约大学法学院院长，2002年–至今
- 罗伯特·夏皮罗 (1990)：艾默理大学法学院（英语：Emory University School of Law）院长，2012年–至今
- 大卫·施泽尔（英语：David Schizer） (1993)：哥伦比亚法学院院长，2004年–至今
- 威廉·特雷纳（英语：William Treanor） (1985)：乔治城大学法律中心院长，2010年–至今
- 凯文·K·沃什伯恩（英语：Kevin K. Washburn） (1993)：新墨西哥大学法学院（英语：University of New Mexico School of Law）院长，2009年–2012年
- 马特·维加（英语：Matt Vega） (1993)：福克纳大学法学院（英语：Faulkner University, Thomas Goode Jones School of Law）院长，2014年-至今
- 弗兰斯·范尼斯坦达（英语：Frans Vanistendael） (LL.M.)：荷语天主教鲁汶大学院长，1999年–2005年

#### 法律学者

##### 宪法
- 布鲁斯·阿克曼 (1967)：耶鲁法学院教授，1987年–至今；《自由国家中的社会正义（英语：Social Justice in the Liberal State）》作者；被视为美国被最频繁引用的法律学者之一
- 阿希尔·里德·阿马 (1984)：耶鲁法学院教授
- 维克拉姆·阿马（英语：Vikram Amar） (1988)：加州大学戴维斯分校法学院教授
- C·爱德华·贝克（英语：C. Edwin Baker）：宾夕法尼亚大学法学院教授，1981年–2009年；被认为是美国宪法第一修正案最权威的学者之一
- 查尔斯·布莱克（英语：Charles Black (professor)）：耶鲁法学院教授，1956年–1987年
- 菲利浦·波比茨（英语：Philip Bobbitt） (1975)：哥伦比亚法学院教授， 2007年–至今；《阿基里斯之盾：战争、和平、和历史的进程（英语：The Shield of Achilles: War, Peace, and the Course of History）》作者
- 诺厄·费尔德曼（英语：Noah Feldman） (1997)：哈佛法学院教授， 2007年–至今；伊斯兰教法学者
- Paul W. Kahn（英语：Paul W. Kahn） (1980)：耶鲁法学院教授
- 克米特·罗斯福三世（英语：Kermit Roosevelt III） (1997)：宾夕法尼亚大学法学院教授，2002年–至今
- 瑞瓦·斯吉（英语：Reva Siegel） (1986)：耶鲁法学院教授，1994年–至今
- 查尔斯·阿伦·莱特（英语：Charles Alan Wright） (1949)：德克萨斯大学法学院教授，1995年–2000年；被认为是美国宪法最权威的学者之一
- 吉野贤治（英语：Kenji Yoshino） (1996)：纽约大学法学院教授，2006年–至今；专注于反歧视法，基本权，人道法和法律与文学

##### 刑法
- 芭芭拉·巴布科克 (1963)：斯坦福法学院教授，1972年–至今
- 艾伦·德肖维茨 (1962)：哈佛法学院教授，1964年–至今；同时也是一名多产律师，法学家，法律评论员和《为以色列辩护（英语：The Case for Israel）》作者
- 唐·凯茨（英语：Don Kates）：圣路易斯大学法学院教授，有关枪支管控书籍作家
- 马克·奥斯勒（英语：Mark Osler） (1990)：圣托马斯大学法学院（英语：University of St. Thomas School of Law）教授[110] 赫芬顿邮报投稿人，[111]以及死刑批评家

##### 人权法
- 大卫·科尔（英语：David D. Cole）：乔治城大学法律中心教授
- 拉妮·吉尼尔（英语：Lani Guinier） (1974)：哈佛法学院教授，2001年–至今；首任哈佛法学院女性非裔美国人终身教授以及维权人士
- 克里斯托弗·海恩斯（英语：Christof Heyns） (LL.M.)：比勒陀利亚大学非洲比较法与国际法研究中心（英语：Institute for International and Comparative Law in Africa）教授
- 兰德尔·肯尼迪（英语：Randall Kennedy） (1982)：哈佛法学院教授
- 安德鲁·科佩尔蒙（英语：Andrew Koppelman） (1989)：西北大学教授，2007年–至今
- 凯瑟琳·麦金农 (1977)：密歇根大学法学院教授，1989年–至今；专注于 性骚扰和色情的女性主义学者
- 托拜厄斯·巴林顿·沃尔夫（英语：Tobias Barrington Wolff） (1997)：宾夕法尼亚大学法学院教授；以其对同性婚姻和其余LGBT相关事项的法律援助知名

##### 知识产权
- 洛里·安德鲁斯（英语：Lori Andrews）：芝加哥肯特法学院教授
- 苏珊·克劳福德（英语：Susan P. Crawford）：本杰明·卡多佐法学院教授
- 劳伦斯·莱斯格：哈佛法学院教授，2008年–至今；斯坦福法学院教授，2000年–2008年，期间其协助创建了互联网与社会研究中心（英语：Stanford Center for Internet and Society）
- 伊本·莫格林 (1985)：哥伦比亚法学院教授以及软件自由法律中心创始人

##### 国际法
- 哈罗德·伯曼 (1947)：哈佛法学院教授，1948年–1985年；艾默理大学法学院教授，1985年–2007年
- 乔治·贝尔曼（英语：George Bermann） (1971)：哥伦比亚法学院教授，1975年–至今
- 罗莎·布鲁克斯（英语：Rosa Brooks） (1996)：乔治华盛顿大学法学院教授，2011年–至今
- 史蒂夫·查诺维茨（英语：Steve Charnovitz） (1998)：乔治华盛顿大学法学院教授，2004年–至今
- 孔杰荣 (1955)：纽约大学法学院教授，1990年–至今
- 杰克·戈德史密斯（英语：Jack Goldsmith） (1989)：哈佛法学院教授；法律顾问办公室（英语：Office of Legal Counsel）主任，2003年–2004年
- 约翰·柳 (1992)：加州大学伯克利分校法学院教授，1993年–至今；以创作刑讯备忘录（英语：Torture Memos）知名

##### 法律体系
- 彼特·伯克维茨（英语：Peter Berkowitz）：乔治梅森大学法学院教授，1999年–2007年；斯坦福大学胡佛研究所高级研究员，2007年–至今
- 朱尔斯·科尔曼（英语：Jules Coleman） (1976)：耶鲁法学院教授
- 亚瑟·科尔宾（英语：Arthur Linton Corbin） (1899)：耶鲁法学院教授，法律现实主义先驱之一
- 詹.多伊奇（英语：Jan Deutsch） (1962)：耶鲁法学院教授
- 理查德·爱普斯坦（英语：Richard Allen Epstein） (1968)：纽约大学法学院教授，2010年–至今；被认为是美国最具影响力的法律思想家之一
- 邓肯·肯尼迪（英语：Duncan Kennedy (legal philosopher)） (1970)：哈佛法学院教授，1976年–至今；批判法律研究运动创始人
- 卡尔·卢埃林（英语：Karl Llewellyn）：哥伦比亚法学院教授，1925年–1951年；芝加哥大学法学院教授，1951年–1962年；法律现实主义主要倡导者

##### 其他法律学者
- 伊恩·艾尔丝（英语：Ian Ayres） (1986)：耶鲁法学院及耶鲁大学管理学院（英语：Yale School of Management）教授，1994年–至今
- 大卫·包杜思（英语：David C. Baldus） (1964, LL.M. 1969)：艾奥瓦大学法学院教授
- 鲍里斯·比特科（英语：Boris Bittker） (1941)：耶鲁法学院教授，1946年–2005年
- 皮特·布拉德福德（英语：Peter A. Bradford） (1964)：佛蒙特法律学校（英语：Vermont Law School）教授和美国核能管理委员会前会员
- 史蒂夫·卡特（英语：Stephen L. Carter）：耶鲁法学院教授，1982年–至今
- 约翰·考非（英语：John C. Coffee） (1969)：哥伦比亚法学院教授
- 亚瑟·林顿·科尔宾（英语：Arthur Linton Corbin） (1899)：耶鲁法学院教授，1903年–1943年
- 哈龙·达尔顿（英语：Harlon L. Dalton）：耶鲁法学院教授
- 奥马尔·达加尼（英语：Omar Dajani）：太平洋大学麦克乔治法学院教授
- 斯图尔特·德意志（英语：Stuart L. Deutsch） (1969)：罗格斯大学纽瓦克分校法学院教授，1999年–2009年
- 比尔·道奇（英语：Bill Dodge） (1991)：加州大学哈斯汀法学院教授
- 伊丽莎白·埃门斯（英语：Elizabeth F. Emens） (2002)：哥伦比亚法学院教授，2005年–至今
- 辛西娅·伊斯特隆德（英语：Cynthia Estlund） (1983)：纽约大学法学院教授
- 比尔·费尔斯坦尔（英语：Bill Felstiner） (1958)：卡迪夫大学教授，1995年–2005年；专注于法律社会学研究
- 尼克尔·加内特（英语：Nicole Stelle Garnett） (1995)：圣母大学法学院教授，1999年–至今
- 理查德·加内特（英语：Richard W. Garnett） (1995)：圣母大学法学院教授，1999年–至今
- 麦克·戈特斯曼（英语：Michael Gottesman）：乔治城大学法律中心教授
- 丹尼尔·杭伯斯坦（英语：Daniel Halberstam）：密歇根大学法学院教授
- 克拉伦斯·哈尔伯特（英语：Clarence Halbert） (1897)：威廉米切尔法学院（英语：William Mitchell College of Law）联合创始人
- 可米特·豪尔（英语：Kermit L. Hall）：法制史家以及暗杀记录审阅委员会（英语：Assassination Records Review Board）委员
- 菲利普·汉伯格（英语：Philip Hamburger） (1982)：哥伦比亚法学院教授
- 麦克·克劳斯（英语：Michael I. Krauss） (LL.M. 1978)：乔治梅森大学法学院教授，1987年–至今
- 塞缪尔·埃塞考夫（英语：Samuel Issacharoff） (1983)：纽约大学法学院教授
- 伊桑·莱布（英语：Ethan Leib） (2003)：福坦莫大学法学院教授
- 路易斯·罗思（英语：Louis Loss） (1937)：哈佛法学院教授，被认为是现代证券法律知识之父
- 乔纳森·马塞（英语：Jonathan R. Macey） (1982)：耶鲁法学院教授
- 埃里克·穆勒（英语：Eric L. Muller） (1987)：北卡罗来纳大学法学院教授
- 杰佛逊·鲍威尔（英语：H. Jefferson Powell） (1982)：乔治华盛顿大学法学院教授，2010年–至今
- 杰迪戴亚·波弟（英语：Jedediah Purdy） (2001)：杜克大学法学院教授
- 查尔斯·赖克（英语：Charles A. Reich） (1952)：耶鲁法学院教授和《绿化美国（英语：The Greening of America）》作者
- 格伦·雷诺兹（英语：Glenn Reynolds）：田纳西大学法学院教授
- 黛博拉·罗德（英语：Deborah Rhode） (1977)：斯坦福法学院教授
- 弗瑞德·罗德尔（英语：Fred Rodell）：耶鲁法学院教授
- 乔尔·罗杰斯（英语：Joel Rogers）：威斯康星大学法学院教授
- 克里斯·威廉·萨奇里克（英语：Chris William Sanchirico） (1994)：宾夕法尼亚大学法学院教授
- 布莱特·斯卡夫斯（英语：Brett Scharffs） (1992)：杨百翰大学鲁宾·克拉克法学院（英语：J. Reuben Clark Law School）教授，1997年–至今
- 韦斯利·阿尔巴·斯特奇斯（英语：Wesley Alba Sturges） (1923)：耶鲁法学院教授
- 埃莉诺·斯威夫特（英语：Eleanor Swift）：加州大学伯克利分校法学院教授
- 唐纳德·特纳（英语：Donald F. Turner） (1950)：哈佛法学院教授
- 马克·图施奈：哈佛法学院教授
- 富子·布朗·纳金（英语：Tomiko Brown-Nagin）：哈佛法学院教授
- 史蒂文·华特（英语：Steven Walt） (1988)：弗吉尼亚大学法学院教授
- 马修·韦克斯曼（英语：Matthew Waxman）：哥伦比亚法学院教授
- 马克·维纳（英语：Mark S. Weiner）：罗格斯大学纽瓦克分校法学院教授
- 查尔斯·怀特布莱德（英语：Charles Whitebread）：南加州大学古尔德法学院教授
- 史蒂夫·维尔夫（英语：Steven Wilf）：康涅狄格大学法学院教授
- 麦克·威士尼（英语：Michael Wishnie）：耶鲁法学院教授
- 希欧多尔·索尔兹伯里·伍尔西（英语：Theodore Salisbury Woolsey）：耶鲁法学院教授
- 格德拉·扎伊茨（英语：Katra Zajc） (LL.M.)：卢布尔雅那大学教授
- 张泰苏 (2008)：耶鲁法学院教授

### 其他学者
- 彼特·伯克维茨（英语：Peter Berkowitz）： 哈佛大学政治学教授，1990年–1999年
- 斯考特·伯曼（英语：Scott Boorman） (1978) ：耶鲁大学社会学教授
- 劳伦斯·道格拉斯（英语：Lawrence Douglas） (1989) ：安默斯特学院教授
- 奥斯汀·萨拉特（英语：Austin Sarat） (1988) ：安默斯特学院政治学教授
- 伊恩·夏皮罗 (1987) ：耶鲁大学政治学教授
- 露丝·伟吉伍德（英语：Ruth Wedgwood）：约翰·霍普金斯大学国际关系学教授
- 迈克尔·伍德福特 ：哥伦比亚大学经济学教授
- 甬久何（英语：Kyu Ho Youm） (M.S.L.) ：俄勒冈大学新闻学教授

## 社会运动人士
- 哈斯佩尔·阿尔斯通·阿特金斯（英语：Jasper Alston Atkins） (1922)：维权人士及《耶鲁法学杂志（英语：Yale Law Journal）》首位黑人主编
- 达米·贝利（英语：D'Army Bailey） (1967)： 维权人士及国家民权博物馆（英语：National Civil Rights Museum）创始人
- 马克·巴恩斯（英语：Mark Barnes） (1984)：律师及艾滋病宣传员
- 克雷格·贝克尔（英语：Craig Becker）：劳工律师美国全国劳资关系委员会（英语：National Labor Relations Board）成员，2010年–2011年
- 凯瑟琳·尼尔·克里夫（英语：Kathleen Neal Cleaver）：黑豹党知名成员
- 比尔·德雷顿（英语：Bill Drayton） (1970) ：全球社会创业组织阿育王:社会创新机构（英语：Ashoka: Innovators for the Public）创始人
- 玛丽亚·赖特·埃德尔曼（英语：Marian Wright Edelman） (1963) ：儿童保护基金（英语：Children's Defense Fund）总裁兼创始人
- 罗伯·特奈兹达（英语：Robert Gnaizda）：格林研究所（英语：Greenlining Institute）联合创始人
- 赛斯·格林（英语：Seth Green (executive)） ：Americans for Informed Democracy创始人
- 麦克·哈灵顿：美国民主社会主义者董事长，1982年–1989年
- 肯尼斯·赫克特（英语：Kenneth Hecht）：公共利益律师以及改善负担得起的营养食物倡导者
- 路易斯·克雷顿·琼斯（英语：Louis Clayton Jones）：维权人士 以及全国黑人律师协会（英语：National Conference of Black Lawyers）创始人
- 范·琼斯（英语：Van Jones） (1993) ：环境保护主义 ，维权人士，律师以及全民环保（英语：Green For All）创始人
- 麦克·杜格尔（英语：Gay McDougall）：维权人士以及全球权利组织（英语：Global Rights）执行理事，1994年–2006年
- 克赖顿·米勒（英语：Creighton Miller）：国家橄榄球大联盟球员协会工会创始人
- 亨利·T·金（英语：Henry T. King） (1943) ：纽伦堡审判检察官，1946年–1947年
- 丽莎·雷切特（英语：Lisa Richette）：儿童福利倡导人士
- 凯瑟琳·罗拉柏克（英语：Catherine Roraback） (1948) ：1965年美国最高法院案件格里斯沃尔德诉康涅狄格州原告律师
- 肯尼斯·罗斯（英语：Kenneth Roth） (1980) ：人权观察执行理事，1993年–至今
- 琳达·罗滕伯格（英语：Linda Rottenberg）：Endeavor公司创始人
- 安德鲁·夏皮罗（英语：Andrew L. Shapiro）：专注于环境可持续发展咨询公司绿色秩序（英语：GreenOrder）公司创始人
- 詹姆斯·史派斯（英语：James Speth） (1969) ：律师及环境保护主义
- 格雷戈里·斯坦顿（英语：Gregory Stanton）：种族灭绝观察（英语：Genocide Watch）创始人兼总裁，1999年–至今
- 小R·道格拉斯·斯图尔特（英语：R. Douglas Stuart, Jr.） (1946) ：美国第一委员会（英语：America First Committee）创始人，美国最重要的反对美国参加第二次世界大战的不干预主义 倡导团体
- 尼拉·坦登 (1996) ：美国进步中心主席，2011年–至今
- 马克西姆·索恩（英语：Maxim Thorne）：美国全国有色人种协进会高级副总裁
- 威廉·泰勒（英语：William L. Taylor） (1954) ：维权人士
- 阿尔佛雷德·韦伯（英语：Alfred Webre） (1967) ：和平和环保主义者

## 商界
- 隆·芭比（英语：Lon Babby） (1976)：菲尼克斯太阳队总裁
- 杰夫·巴拉本（英语：Jeff Ballabon）：CBS新闻高级副总裁；犹太教正统派说客以及耶路撒冷协调委员会（英语：Coordinating Council on Jerusalem）创始人
- 阿尔弗雷德·惠灵顿·卡特（英语：Alfred Wellington Carter） (1893)：夏威夷州知名地主
- 迪克·卡斯（英语：Dick Cass） (1971)：巴尔的摩乌鸦队总裁
- 山姆·科亨（英语：Sam Cohn） (1956)：国际创造管理公司（英语：International Creative Management）联合创始人以及发现保罗·纽曼，伍迪·艾伦和梅丽·史翠普的星探
- 维吉尔·康威（英语：E. Virgil Conway） (1956)：纽约大都会运输署董事长兼首席执行官
- 麦克·R·爱森逊（英语：Michael R. Eisenson） (1981)：查尔斯河岸资本（英语：Charlesbank Capital Partners），一家位于波士顿和纽约的私人股权投资
- 查尔斯·E·弗雷泽（英语：Charles E. Fraser）：房地产开发商
- 亚瑟·弗洛默（英语：Arthur Frommer） (1953)：弗罗默旅行指南系列出版商
- 汤姆· 格洛瑟（英语：Tom Glocer）：汤森路透与路透社首席执行官
- 纳吉· 布哈拉比（英语：Najeeb Halaby） (1940)：商人，约旦努尔王后的父亲
- 乔尔·海特（英语：Joel Hyatt）：与 阿尔·戈尔联合创始Current TV
- 威廉·M·詹宁斯（英语：William M. Jennings）：国家冰球联盟执行委员及纽约游骑兵队总裁
- 约翰·库什基宁（英语：John Koskinen）：房地美非执行董事长，2008年–2011年
- 麦克·E·莱文（英语：Michael E. Levine） (1965)：航空公司高管
- 拉里·卢奇诺（英语：Larry Lucchino） (1971)：波士顿红袜队总裁兼首席执行官
- 伊莱·雅可布（英语：Eli Jacobs） (1964) ：金融家及巴尔的摩金莺队所有者，1989年–1993年
- 小维克多·S·约翰逊（英语：Victor S. Johnson, Jr.） ：阿拉丁工业公司（英语：Aladdin Industries）总裁
- J·霍华德·马歇尔（英语：J. Howard Marshall） (1931) ：石油大王，以与安娜·妮可·史密斯的婚姻出名
- 马克·麦考马克：美国国际管理集团创始人，一家国际体育和媒体公司
- 罗伯特·博森（英语：Robert Pozen） (1972, J.S.D. 1973) ：富达投资集团副董事长兼总裁
- 肯·斯特恩（英语：Ken Stern）：全国公共广播电台首席执行官
- 布鲁克斯·托马斯（英语：Brooks Thomas）：哈珀出版社（英语：Harper & Row）首席执行官
- 雷蒙德·S·特拉布（英语：Raymond S. Troubh）：作为普通合伙人服务于Lazard公司的独立财务顾问，1961年–1974年；安然公司临时董事长，2002年–2004年
- 胡贝图斯·范·德·瓦特（英语：Hubertus van der Vaart）：荷兰商人，小型企业援助基金（英语：Small Enterprise Assistance Funds）联合创始人和董事长
- 菲·文森特（英语：Fay Vincent） (1963) ：第8届大联盟执行长，1989年–1992年
- 约翰·P·惠勒三世（英语：John P. Wheeler III） (1975) ：越南退伍军人纪念基金（英语：Vietnam Veterans Memorial Fund）董事长
- 蒂姆与尼娜·萨加特（英语：Tim and Nina Zagat） (1966) ：查氏餐馆调查（英语：Zagat）联合创始人和出版商
- 约翰·E·祖科蒂（英语：John E. Zuccotti） (1963) ：房地产开发商，祖科蒂公园以其命名

## 电影、戏剧和电视界
- 丽莎·布鲁姆（英语：Lisa Bloom） (1985)：Court TV电视台《丽莎·布鲁姆:公开法庭》主持人
- 拉·卡尔米纳（英语：La Carmina） (未毕业)： 加拿大时装博客博主，作家，记者和CNN国际新闻网络主持人
- 杰夫·格林菲尔德（英语：Jeff Greenfield） (1967)：《CBS晚间新闻》高级政治通讯记者
- 汉斯·A·林德（英语：Hans A. Linde） (1966)：《CBS晚间新闻》通讯记者
- 尤尔·宽（英语：Yul Kwon） (2000)：公共电视网American Revealed主持人和《幸存者：库克群岛（英语：Survivor: Cook Islands）》赢家
- D·G·马丁（英语：D. G. Martin）：北卡罗莱纳大学电视台（英语：UNC-TV）"North Carolina Bookwatch"主持人
- 本·斯坦 (1970)：演员和《赢得本·斯坦资金》主持人
- 基恩·斯珀林（英语：Gene Sperling） (1985)：《白宫群英》编剧
- 查理·科斯莫 (2006)：前童星，曾参演《迪克·特雷西》

## 作家
- 雷纳塔·阿德勒（英语：Renata Adler）：小说家，随笔作家和评论家
- 约瑟夫·阿米尔（英语：Joseph Amiel） (1962)：律师和畅销小说家作者
- 阿底提·班纳吉（英语：Aditi Banerjee）：《入侵宗教（英语：Invading the Sacred）》合著者和编辑
- 凯萨·布丹（英语：Chesa Boudin） (2011)：激进作家
- 曹兰：1997年小说《猴子桥（英语：Monkey Bridge）》作家
- 斯蒂芬·卡特（英语：Stephen L. Carter）：小说家
- 陈恳（英语：Ken Chen）：诗人
- 海蒂·W·达罗（英语：Heidi W. Durrow） (1995)：小说家
- 罗宾·戈尔茨坦（英语：Robin Goldstein） (2002)：食品和酒评家
- 亚当·哈斯利特（英语：Adam Haslett） (2003)：短篇故事作家
- 朱莉·希尔登（英语：Julie Hilden） (1992)：小说家
- 劳拉·查普曼·赫鲁斯卡（英语：Laura Chapman Hruska）：小说家和苏活出版社（英语：Soho Press）联合创始人兼总编辑
- 爱德华·拉扎鲁斯（英语：Edward Lazarus） (1987)：1998年非小说类书籍Closed Chambers作者
- 奥尔多·利奥波德：《沙乡年鉴》作者
- 何鲤 (2003)：中文诗人
- 沃尔特·路德（英语：Walter Lord） (1948)：《冰海沉船（英语：A Night to Remember (book)）》作者，被认为以泰坦尼克号灾难为蓝本
- 大卫·奥尔（英语：David Orr (journalist)） (1999)：诗人
- 丹亚尔·穆伊努丁（英语：Daniyal Mueenuddin） (1996)：短篇故事作家
- 马修·珀尔：小说家
- 格雷琴·鲁宾（英语：Gretchen Rubin） (1995)：2009年《幸福计划》作者
- 大卫·斯图尔特 (1978)：非小说作家
- 阿丽娜·图镇特（英语：Alina Tugend） (M.S.L.)：《纽约时报》专栏作家
- 克莱门特·伍德（英语：Clement Wood）：诗人
- 伊丽莎白·沃策尔 (2008)：1994年回忆录《少女初体验（英语：Prozac Nation）》作者
- 莫妮卡·云（英语：Monica Youn）：诗人

## 传媒与新闻业

### 评论员
- 麦克·巴罗内（英语：Michael Barone (pundit)） (1969)：保守派政治分析师，时事评论员和记者；《美国政治年鉴（英语：The Almanac of American Politics）》主要作者
- 兰尼·戴维斯（英语：Lanny Davis） (1970)：政治评论员和《丑闻： "Gotcha"政治如何毁掉美国（英语：Scandal: How "Gotcha" Politics Is Destroying America）》作者
- 马克·莱文（英语：Mark Levine (journalist)）：激进派政治评论家和广播主持
- 乔纳森·凯（英语：Jonathan Kay） (1997)：《国家邮报》专栏作家

### 记者
- 艾米丽·巴兹隆（英语：Emily Bazelon） (2000)：在线杂志《石板杂志》高级编辑
- 鲍勃·科恩（英语：Bob Cohn）：连线》执行总编，2001年–2008年
- 纳尔逊·安东尼奥·丹尼斯（英语：Nelson Antonio Denis）：记者和纽约州众议院前任成员
- 克雷格·福尔曼（英语：Craig Forman）：驻国外的通讯记者和《华尔街日报》 总编辑
- 杰克·福勒（英语：Jack Fuller）：曾获普利策奖记者和论坛公司（英语：Tribune Company）总裁
- 琳达·格林豪斯（英语：Linda Greenhouse） (1978年法学硕士)：《纽约时报》美国最高法院报道记者
- 大卫·莱特 (1999)：法律专业博客“法律之上”创始人兼总编辑
- 亚当·利普泰克（英语：Adam Liptak） (1988)：《纽约时报》美国最高法院报道记者
- 维克多·纳瓦斯基（英语：Victor Navasky） (1959)：《国家杂志（英语：The Nation）》编辑，1978年–1995年；《国家杂志（英语：The Nation）》发行人，1995–2005；《哥伦比亚新闻观察（英语：Columbia Journalism Review）》董事长，2005年至今
- 维丽卡·诺瓦克（英语：Viveca Novak） (M.S.L.)：时代》政治特派员
- 查理·赛维吉（英语：Charlie Savage） (2003)：《纽约时报》记者
- 露萨·赛维吉（英语：Luiza Savage）：《麦克林》华盛顿总编

## 军事
- 阿尔弗雷德·特里（英语：Alfred Terry）：南北战争期间北军上将
- 诺曼·戴克（英语：Norman Dike）：第二次世界大战美国陆军中校

## 体育
- 罗德尼·阿勒（英语：Rodney Aller）：滑雪大师
- 阿尔·海森伯格（英语：Al Hessberg） (1941)：大学橄榄球运动员
- 费伊·默尔顿（英语：Fay Moulton）：奥林匹克短跑选手和大学橄榄球运动员
- 威廉·G·诺顿（英语：William G. Norton）：大学橄榄球教练
- 泰德·圣杰曼（英语：Ted St. Germaine） (1914)，国家橄榄球联盟职业橄榄球运动员

## 其他
- T·比尔·安德鲁斯（英语：T. Bill Andrews）：抽象印象派画家，作家，联邦行政法法官
- 戴克·布朗（英语：Dyke Brown） (1941)：美国雅典纳中学（英语：The Athenian School）创始人
- 理查德·格林（英语：Richard Green (sexologist)） (1987)： 专门从事同性恋和变性方面的精神病专家
- 丹尼尔·格里尔（英语：Daniel Greer）：拉比（犹太人法师）及纽黑文市犹太法典学学校创始人
- 帕特·罗伯逊 (1955)：电视福音传道人,瑞金大学
- 瓦内萨·塞尔布斯特（英语：Vanessa Selbst） (2012)： 职业扑克选手
- 谢尔曼·戴·撒切尔（英语：Sherman Day Thacher） (1886)：撒切尔中学创始人
- 伊万·特塔（英语：Iwan Tirta） (1964)：时装设计师

## 非毕业生
这些学生上了耶鲁大学法学院，但由于种种原因，没有毕业。
- 犹大·本杰明：美利坚联盟国国务卿；路易斯安那州参议员
- 亨利·比林斯·布朗（英语：Henry Billings Brown）：美国最高法院大法官，1890年–1906年在任
- 亨利·路易斯·盖茨：哈佛大学历史学教授
- 迈克尔·梅德韦德（英语：Michael Medved）：作家、影评人、广播节目主持人
- 大卫·米尔希（英语：David Milch）（开除）：编剧与制片人
- 罗伯特·B·希尔维斯：纽约书评联合创始人和编辑

## 虚构的校友
- 阿曼达·邦纳：电影《亚当的肋骨（英语：Adam's Rib）》中的人物
- 亚瑟·布兰奇：电视剧《法律与秩序》中的人物
- 格雷格·福斯特 ：电视剧《年轻和躁动不安的一族（英语：The Young and the Restless）》中的人物
- 艾米·加德纳：电视剧《白宫群英》中的人物
- 乔希·莱曼：电视剧《白宫群英》中的人物
- 乔丹·麦克蒂尔：电视剧《日落大道60号演播室》中的人物
- 伟恩·帕默 ：电视剧《24》中的人物
- 布鲁斯·韦恩：《蝙蝠侠》的真实身份，《侦探漫画》第439回中披露